# Gobierno de Luis Lacalle Pou
El gobierno de Luis Lacalle Pou fue el que comenzó a partir de su asunción e investidura como presidente de la República el 1° de marzo de 2020 tras su victoria en las segunda vuelta de las elecciones generales de 2019. Con ello dio fin a los quince años de gobierno de izquierda del Frente Amplio, y constituyó la vuelta del Partido Nacional a la presidencia de Uruguay desde que su padre Luis Alberto Lacalle asumiera la primera magistratura en 1990. Luego de su victoria en el balotaje, el 16 de diciembre de 2019 y previo a su asunción anunció su futuro gabinete, integrado por figuras de los partidos Nacional, Colorado, Cabildo Abierto e Independiente de la Coalición Multicolor.
El inicio de este período de gobierno se vio marcado por la llegada de la pandemia de COVID-19 en Uruguay que acaparó la agenda pública en los dos primeros años de gobierno y que obligó a las autoridades a declarar la emergencia sanitaria y ocasionó un impacto socioeconómico en la población. La Ley de Urgente Consideración N.° 19.889 sentó las bases jurídicas de su período de gobierno e introdujo reformas significativas en el ámbito de seguridad pública y derecho penal, gobernanza de la educación pública, régimen fiscal y economía electrónica, régimen laboral y la creación del Ministerio de Ambiente entre otros aspectos. En materia de política exterior, el gobierno de Lacalle Pou abogó por flexibilizar las normas del Mercado Común del Sur y ampliar la zona de libre comercio para permitir a los Estados miembros celebrar acuerdos por fuera del bloque, lo cual ocasionó tensiones dentro de esta organización con sus países vecinos.
El gobierno de Lacalle Pou llevó a cabo reformas a los sistemas de educación y de seguridad social, lo cual impactó en la edad jubilatoria.
Llegó a su fin el 1° de marzo de 2025, siendo sucedido por el gobierno de Yamandú Orsi, volviendo así la izquierda al gobierno.

## Antecedentes

### Candidatura a la presidencia y elección
Pese a la derrota electoral en 2014, comenzó a prepararse de cara a las siguientes elecciones presidenciales ya desde 2015. El 30 de marzo de 2019 lanzó oficialmente, en el Estadio Alfredo Víctor Viera, su precandidatura para las elecciones internas de ese año.
En las elecciones internas se impuso sobre los demás precandidatos de su partido, con el 53 % de los votos, y anunció su fórmula electoral con Beatriz Argimón como candidata a la vicepresidencia. El 12 de agosto, Lacalle renunció a su escaño en la Cámara de Senadores, y un día más tarde, la fórmula comenzó la primera gira nacional por el interior del país. El 1 de octubre se realizó un debate entre los dos principales candidatos para la primera vuelta -Lacalle Pou y Daniel Martínez del Frente Amplio-. El 23 de octubre Lacalle cerró su campaña en la ciudad de Las Piedras junto a Argimón, mientras que el domingo 27, en la primera vuelta de las elecciones generales obtuvo el segundo puesto con alrededor del 29 % de los votos.
En la misma noche del 27 de octubre, tras conocerse las proyecciones de resultados, Ernesto Talvi, Guido Manini Ríos y Edgardo Novick, candidatos del Partido Colorado, Cabildo Abierto y el Partido de la Gente, respectivamente, llamaron a votar por Lacalle Pou en la segunda vuelta. Pablo Mieres del Partido Independiente oficializó su apoyo unos días después. Lacalle Pou reiteró su voluntad de acordar con los otros cuatro líderes opositores y afirmó que «el gobierno que viene no es del Partido Nacional, es un gobierno multicolor encabezado por el Partido Nacional». El 5 de noviembre se presentó el «Compromiso por el País», un documento base de acuerdo programático entre los diferentes partidos que integran la Coalición Multicolor. El acuerdo, definido por el candidato como «una síntesis de lo mejor de cada programa». El 13 de noviembre se realizó un segundo debate entre Lacalle y Martínez. Lacalle cerró su campaña el 20 de noviembre junto a Argimón y los líderes de la Coalición nuevamente en la ciudad de Las Piedras.
El 24 de noviembre, la fórmula Luis Lacalle Pou-Beatriz Argimón triunfó en la segunda vuelta de las elecciones generales con el 50.79% de los votos frente al 49.21% de la fórmula Daniel Martínez-Graciela Villar.

### Periodo de transición
El 2 de diciembre, Lacalle Pou se reunió con el presidente saliente Tabaré Vázquez en la Torre Ejecutiva, para dar inicio al proceso de transición. Mientras que al día siguiente, comenzó el proceso en el ámbito del Parlamento, entre la vicepresidenta saliente Lucía Topolansky y la entrante Beatriz Argimón.
El 10 de diciembre, como presidente electo viajó junto a al presidente Tabaré Vázquez a Buenos Aires para asistir a la toma de posesión del presidente Alberto Fernández. Días después presentó, en el Hotel Dazzler de Montevideo, a su gabinete de ministros, compuesto por integrantes de la Coalición Multicolor.

## Asunción

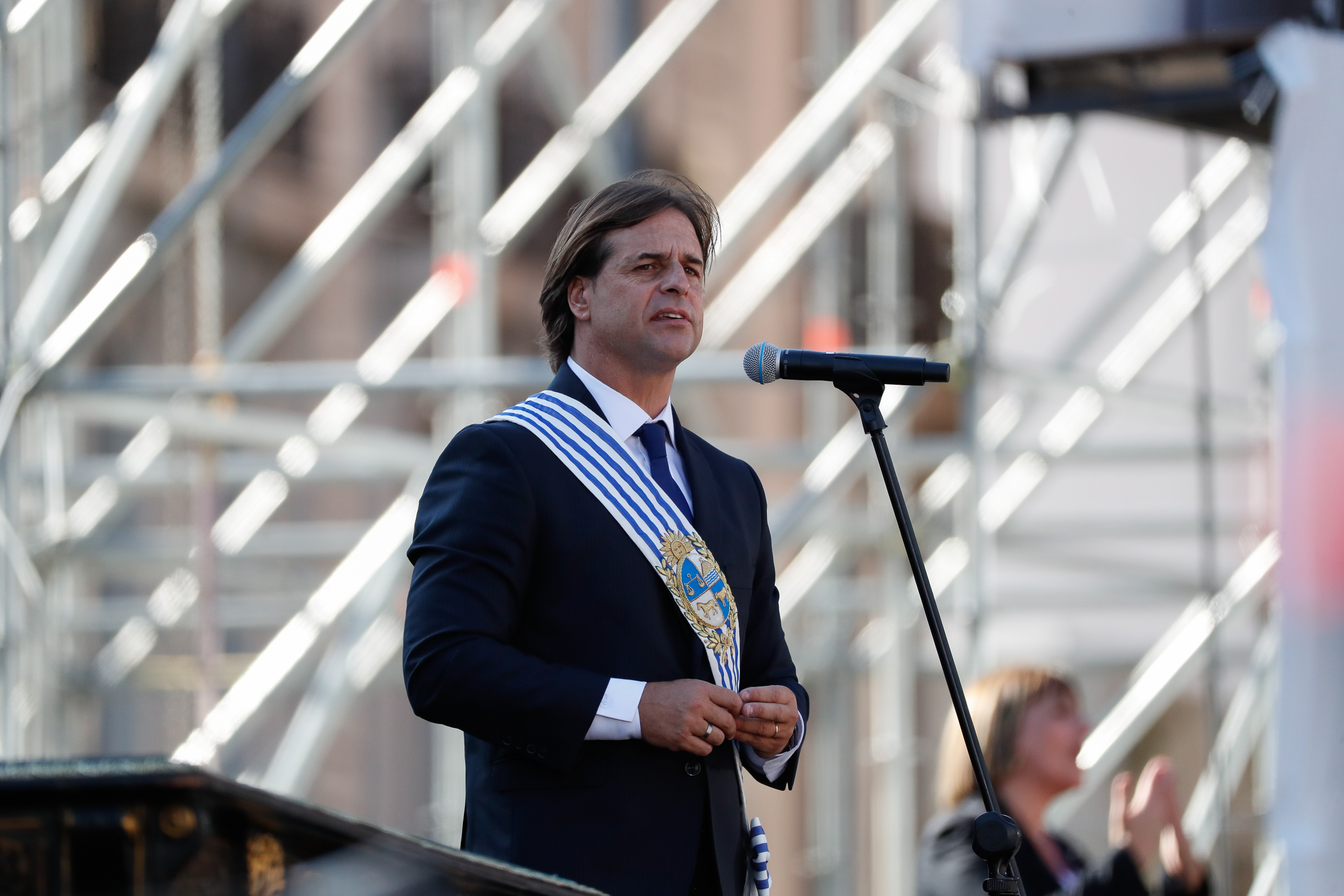
Luis Lacalle Pou durante la ceremonia de traspaso de mando en Plaza Independencia el 1° de marzo de 2020.

Lacalle y la vicepresidenta Beatriz Argimón asumieron sus cargos el 1 de marzo de 2020. Tras el juramento constitucional ante la Asamblea General, desfilaron por Avenida del Libertador en un Ford V8 descapotable de 1937 que perteneció a su bisabuelo, Luis Alberto de Herrera. El recorrido finalizó en la Plaza Independencia, donde recibió del presidente saliente Tabaré Vázquez la banda presidencial.
Lacalle había anunciado durante su campaña electoral la introducción de un paquete de medidas de gobierno a través de una ley de urgente consideración, una prerrogativa del Poder Ejecutivo en Uruguay que le permite enviar a la Asamblea General un proyecto de ley con un plazo perentorio de 90 días, vencido el cual queda aprobado en forma ficta si la Asamblea General no se expide en contrario. El 13 de marzo de 2020 (a menos de dos semanas de comenzado el gobierno de Lacalle) el Ministerio de Salud Pública anunció la detección de los primeros casos de coronavirus en Uruguay. Las medidas sanitarias preventivas impuestas por el gobierno demoraron la presentación del proyecto, que finalmente ingresó formalmente a la Asamblea General el 23 de abril de 2020.
En las primeras semanas de iniciado su mandato, el gobierno del Uruguay debió comenzar a hacer frente a la pandemia de coronavirus, seguida por la declaración de una emergencia sanitaria y la adopción de varias medidas excepcionales.

## Gabinete
| Gabinete del gobierno de Luis Lacalle Pou         | Gabinete del gobierno de Luis Lacalle Pou | Gabinete del gobierno de Luis Lacalle Pou | Gabinete del gobierno de Luis Lacalle Pou | Gabinete del gobierno de Luis Lacalle Pou    |
| Ministerio                                        | Titular                                   | Partido                                   | Partido                                   | Período                                      |
| ------------------------------------------------- | ----------------------------------------- | ----------------------------------------- | ----------------------------------------- | -------------------------------------------- |
| Ministerio de Ambiente                            | Adrián Peña                               |                                           | Colorado                                  | 27 de agosto de 2020 - 30 de enero de 2023   |
| Ministerio de Ambiente                            | Robert Bouvier                            |                                           | Colorado                                  | 30 de enero de 2023 - 1° de marzo de 2025    |
| Ministerio de Defensa Nacional                    | Javier García                             |                                           | Nacional                                  | 1 de marzo de 2020 - 4 de marzo de 2024      |
| Ministerio de Defensa Nacional                    | Armando Castaingdebat                     |                                           | Nacional                                  | 4 de marzo de 2024 - 1 de marzo de 2025      |
| Ministerio de Desarrollo Social                   | Pablo Bartol                              |                                           | Nacional                                  | 1 de marzo de 2020 - 3 de mayo de 2021       |
| Ministerio de Desarrollo Social                   | Martín Lema                               |                                           | Nacional                                  | 3 de mayo de 2021 - 4 de marzo de 2024       |
| Ministerio de Desarrollo Social                   | Alejandro Sciarra                         |                                           | Nacional                                  | 4 de marzo de 2024 - 1 de marzo de 2025      |
| Ministerio de Economía y Finanzas                 | Azucena Arbeleche                         |                                           | Nacional                                  | 1 de marzo de 2020 - 1 de marzo de 2025      |
| Ministerio de Educación y Cultura                 | Pablo da Silveira                         |                                           | Nacional                                  | 1 de marzo de 2020 - 1 de marzo de 2025      |
| Ministerio de Ganadería, Agricultura y Pesca      | Carlos María Uriarte                      |                                           | Colorado                                  | 1 de marzo de 2020 - 27 de junio de 2021     |
| Ministerio de Ganadería, Agricultura y Pesca      | Fernando Mattos                           |                                           | Colorado                                  | 27 de junio de 2021 - 1 de marzo de 2025     |
| Ministerio de Industria, Energía y Minería        | Omar Paganini                             |                                           | Nacional                                  | 1 de marzo de 2020 - 6 de noviembre de 2023  |
| Ministerio de Industria, Energía y Minería        | Elisa Facio                               |                                           | Nacional                                  | 6 de noviembre de 2023 - 1 de marzo de 2025  |
| Ministerio del Interior                           | Jorge Larrañaga                           |                                           | Nacional                                  | 1 de marzo de 2020 - 22 de mayo de 2021      |
| Ministerio del Interior                           | Luis Alberto Heber                        |                                           | Nacional                                  | 24 de mayo de 2021 - 6 de noviembre de 2023  |
| Ministerio del Interior                           | Nicolás Martinelli                        |                                           | Nacional                                  | 6 de noviembre de 2023 - 1 de marzo de 2025  |
| Ministerio de Relaciones Exteriores               | Ernesto Talvi                             |                                           | Colorado                                  | 1 de marzo de 2020 - 1 de julio de 2020      |
| Ministerio de Relaciones Exteriores               | Francisco Bustillo                        |                                           | Político no partidario                    | 6 de julio de 2020 - 1 de noviembre de 2023  |
| Ministerio de Relaciones Exteriores               | Omar Paganini                             |                                           | Nacional                                  | 6 de noviembre de 2023 - 1 de marzo de 2025  |
| Ministerio de Salud Pública                       | Daniel Salinas                            |                                           | Cabildo Abierto                           | 1° de marzo de 2020 - 13 de marzo de 2023    |
| Ministerio de Salud Pública                       | Karina Rando                              |                                           | Cabildo Abierto                           | 13 de marzo de 2023 - 1 de marzo de 2025     |
| Ministerio de Trabajo y Seguridad Social          | Pablo Mieres                              |                                           | Independiente                             | 1 de marzo de 2020 - 2 de mayo de 2024       |
| Ministerio de Trabajo y Seguridad Social          | Mario Arizti                              |                                           | Nacional                                  | 2 de mayo de 2024 - 1 de marzo de 2025       |
| Ministerio de Transporte y Obras Públicas         | Luis Alberto Heber                        |                                           | Nacional                                  | 1 de marzo de 2020 - 24 de mayo de 2021      |
| Ministerio de Transporte y Obras Públicas         | José Luis Falero                          |                                           | Nacional                                  | 25 de mayo de 2021 - 1 de marzo de 2025      |
| Ministerio de Turismo                             | Germán Cardoso                            |                                           | Colorado                                  | 1 de marzo de 2020 - 22 de agosto de 2021    |
| Ministerio de Turismo                             | Tabaré Viera                              |                                           | Colorado                                  | 23 de agosto de 2021 - 11 de marzo de 2024   |
| Ministerio de Turismo                             | Eduardo Sanguinetti                       |                                           | Colorado                                  | 11 de marzo de 2024 - 1 de marzo de 2025     |
| Ministerio de Vivienda y Ordenamiento Territorial | Irene Moreira                             |                                           | Cabildo Abierto                           | 1 de marzo de 2020 - 5 de mayo de 2023       |
| Ministerio de Vivienda y Ordenamiento Territorial | Raúl Lozano                               |                                           | Cabildo Abierto                           | 9 de mayo de 2023 - 1 de marzo de 2025       |
| Secretaría                                        | Titular                                   | Partido                                   | Partido                                   | Período                                      |
| Secretaría de Deporte                             | Sebastián Bauzá                           |                                           | Nacional                                  | 1 de marzo de 2020 - 1 de marzo de 2025      |
| Secretaría de Presidencia                         | Álvaro Delgado                            |                                           | Nacional                                  | 1 de marzo de 2020 - 21 de diciembre de 2023 |
| Secretaría de Presidencia                         | Rodrigo Ferrés                            |                                           | Nacional                                  | 21 de diciembre de 2023 - 1 de marzo de 2025 |
| Prosecretaría de Presidencia                      | Rodrigo Ferrés                            |                                           | Nacional                                  | 1 de marzo de 2020 - 21 de diciembre de 2023 |
| Prosecretaría de Presidencia                      | Mariana Cabrera                           |                                           | Nacional                                  | 21 de diciembre de 2023 - 1 de marzo de 2025 |
| Oficina de Planeamiento y Presupuesto             | Isaac Alfie                               |                                           | Colorado                                  | 1 de marzo de 2020 - 15 de diciembre de 2023 |
| Oficina de Planeamiento y Presupuesto             | Fernando Blanco                           |                                           | Nacional                                  | 15 de diciembre de 2023 - 1 de marzo de 2025 |

El 16 de diciembre de 2019, previo a su asunción, el presidente electo Luis Lacalle Pou anunció su futuro gabinete,  a ser integrado por miembros de la Coalición Multicolor. Del Partido Nacional, Álvaro Delgado como secretario de Presidencia, Rodrigo Ferrés como prosecretario de Presidencia, Javier García como ministro de Defensa, Pablo Bartol como ministro de Desarrollo Social, Azucena Arbeleche como ministra de Economía y Finanzas, Pablo Da Silveira como ministro de Educación y Cultura, Carlos Uriarte como ministro de Ganadería, Agricultura y Pesca, Omar Paganini como ministro de Industria, Energía y Minería, Jorge Larrañaga como ministro del Interior y Luis Heber como ministro de Transporte y Obras Públicas. Del Partido Colorado, Ernesto Talvi como ministro de Relaciones Exteriores y Germán Cardoso como ministro de Turismo. De Cabildo Abierto, Irene Moreira como ministra de Vivienda, Ordenamiento Territorial y Medio Ambiente, y Daniel Salinas como ministro de Salud Pública. Por el Partido Independiente, Pablo Mieres como ministro de Trabajo y Seguridad Social.
El 1 de julio de 2020 renunció el ministro de Relaciones Exteriores Ernesto Talvi luego de cuatro meses de haber ejercido ese rol, debido al desgaste en la relación entre Talvi, el presidente Lacalle y otros actores políticos como el expresidente Sanguinetti. Entre las causas que motivaron ese desgaste están en las diferencias que mantenía con el equipo de cancillería y la intención de Talvi de promover una política de «moderación» hacia Venezuela con el propósito de promover el diálogo con este país y buscar una transición democrática, un enfoque se contraponía a la política de confrontación de Lacalle Pou, que calificaba al gobierno de Nicolás Maduro de dictadura y reconocía el papel de Nicolás Guaidó como el presidente encargado de Venezuela. Con la renuncia de Ernesto Talvi a la cancillería a principios de julio de 2020, fue designado el entonces embajador Francisco Bustillo como el nuevo canciller de la República. Este manifestó que no iba a seguir la línea de la «Diplomacia 5.0» de su predecesor sino una diplomacia de «interacción» (llamada por Talvi como «diplomacia de cóctel»), junto con una reorganización y austeridad en las estructuras del Ministerio. Se planteó el cierre de tres embajadas y seis consulados para la ley de presupuesto.
El sábado 22 de mayo de 2021 falleció el ministro del Interior Jorge Larrañaga de un paro cardiorrespiratorio. Para cubrir la vacante generada el presidente Lacalle anunció el 24 de mayo siguiente la designación de Luis Alberto Heber como el nuevo ministro del Interior y la titularidad en el Ministerio de Trasporte y Obras Públicas que desempeñaba pasó a José Luis Falero, quien a su vez dejó el cargo de subdirector de la Oficina de Planeamiento y Presupuesto.
El 27 de junio de 2021 tuvo lugar el quinto cambio del gabinete de Lacalle Pou, con el reemplazo de Carlos María Uriarte con Fernando Mattos, hasta entonces presidente del Instituto Nacional de Carnes, en el puesto de ministro de Ganadería, Agricultura y Pesca, ambos del Partido Colorado.
El 30 de enero de 2023 Adrián Peña renunció a su cargo como ministro de Ambiente luego de la controversia pública que surgió al hacerse público el presunto hecho de que Peña habría hecho uso del título de Licenciado en Dirección de Empresas (Universidad Católica del Uruguay) sin haber terminado la carrera, a la que le faltaba la realización de un curso corto para poder tramitar el título, según comunicó la universidad. Debido a esta renuncia asumió como nuevo ministro de Ambiente Robert Bouvier, antes vicepresidente de Antel. Mientras tanto, Peña solicitó a la universidad revisar nuevamente su situación y a mediados de febrero de la indagación se confirmó que sí había hecho ese curso de seis días y lo que solamente le faltaba la entrega del título. El presidente de la República le ofreció volver al cargo, pero Peña desistió y prefirió mantenerse en el Senado.
El viernes 5 de mayo de 2023 la ministra de Vivienda Irene Moreira renunció a su cargo y volvió a su banca en el Senado, luego de que el presidente de la república le pidiera la renuncia tras la controversia surgida por la adjudicación directa de una vivienda a una persona, militante del partido Cabildo Abierto al que pertenece Moreira, sin fundamento legal. Esta adjudicación fue denunciada por varios integrantes de la coalición de gobierno y por la oposición. El pedido de renuncia fue rechazado desde Cabildo Abierto, pero al final decidieron seguir en la coalición de gobierno después de dudar si seguían o no.

## Política nacional

### Ley de urgente consideración (LUC)
La Ley N° 19889 de urgente consideración, también llamada «Ley de Urgente Consideración» o abreviada como «LUC», es una ley cuyo proyecto ya fue anunciado por el presidente Lacalle Pou cuando era candidato a la presidencia, que pretendió dejar sentadas las bases de su administración. Esta ley fue objeto de intenso debate político entre el oficialismo y la oposición dado que abarca asuntos naturalmente polémicos pero además que su contenido no fue público hasta pasadas las elecciones nacionales sumado a la extraordinaria cantidad de artículos que contiene, muy por encima de lo habitual para esta herramienta de gobierno.
Entre las reformas que dispone están:
- La modificación de la legítima defensa en el Código Penal, aumentando su concepto y estableciendo hipótesis nuevas en las que se presume la legítima defensa.[74][75]
- Aumento de penas para delitos relacionados con el narcotráfico y la violencia sexual en todas sus formas.[75]
- Sanción al agravio o menoscabo a las autoridades policiales.[74][75]
- Derecho al porte de armas del personal policial y el militar en ambos casos en situación de retiro.[74]
- Limitación de la ocupación de espacios públicos y de «piquetes».[74][75]
- Agravamiento de penas para los menores infractores.[74]
- Modificación de la organización de la educación pública en primaria, secundaria, UTU y formación docente, pasando a concentrar el CODICEN los respectivos consejos de cada una de estas que pasan a ser ahora direcciones.[74]
- Modificaciones a la Ley de Inclusión Financiera (LIF), pasando los trabajadores a cobrar a opción en dinero en efectivo y no obligatoriamente por medios electrónicos. Además, se eleva el monto mínimo a partir del cual en el negocio jurídico debe establecerse un medio de pago electrónico a un millón de unidades indexadas.[74]
- Creación del Ministerio de Ambiente, una de las promesas de campaña del equipo de Luis Lacalle Pou.[74]
- Limitación de las ocupaciones de los lugares de trabajo, garantizando el derecho de los no huelguistas a acceder y trabajar, y el de los empleadores a ingresar a las instalaciones libremente.[74]
- Establecimiento de una comisión para la reforma del sistema de previsión social.[74]
- El derecho a la portabilidad numérica móvil.[76]

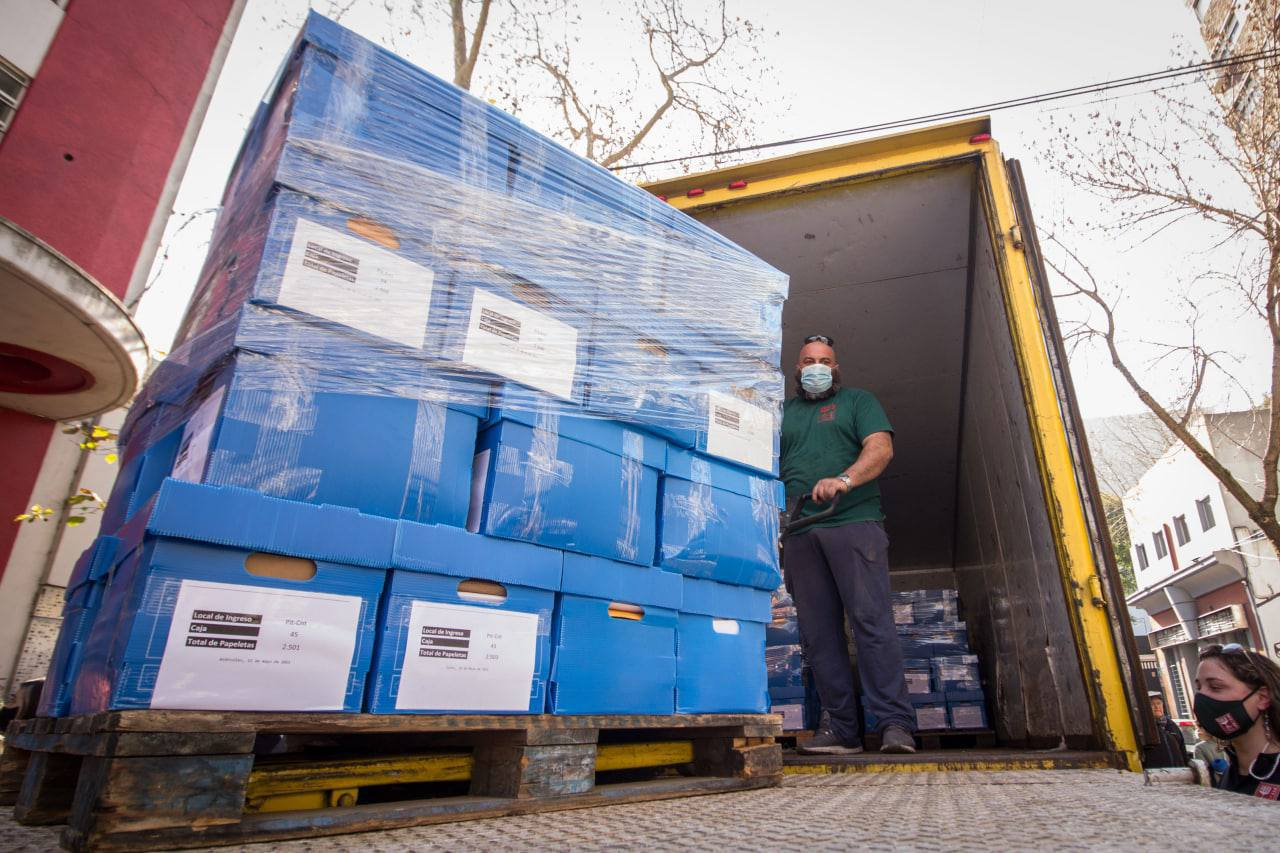
Entrega de firmas en la Corte Electoral.

En octubre de 2020 se confirmó que diferentes organizaciones sociales y políticas promoverían un recurso de referéndum contra 135 artículos de esta ley. Finalizada la campaña de recolección de firmas para habilitar la realización de dicho referéndum, el 8 de julio de 2021, el presidente del PIT-CNT anunció que se entregarían ese mismo día 763.443 firmas a la Corte Electoral para su validación. El 8 de diciembre de 2021 la autoridad electoral finalizó el proceso de verificación y validación de las adhesiones presentadas y realizó la convocatoria a la votación para el 27 de marzo de 2022. Finalmente, en los comicios, la opción del "NO", es decir, a favor de mantener los 135 artículos de la ley, se impuso por un 50.0%.

### Administración pública
A partir de julio de 2020 dos organismos reguladores, la Unidad Reguladora de Servicios de Energía y Agua (URSEA) y la Unidad Reguladora de Servicios de Comunicaciones (URSEC) creadas durante el gobierno de Jorge Batlle dejan de ser órganos desconcentrados bajo la órbita del Poder Ejecutivo y pasan a ganar independencia como servicios descentralizados. Esto implica que adquieren mayor autonomía y su propia personería jurídica. Con esto se buscó que no quedaran supeditadas a los vaivenes políticos y dotarlas de independencia orgánica, presupuestal y funcional. Con el nuevo régimen, al ser servicios descentralizados, pasan cada una a ser dirigidas por un directorio cuya regulación prevé la Constitución.
Desde la asunción de este equipo de gobierno el 1 de marzo de 2020, se fue disminuyendo la cantidad de adscriptos a los ministerios, una promesa de campaña del presidente, de unos 86 a unos 42 en agosto del mismo año. Los adscriptos a los ministerios son personas que los ministerios pueden contratar directamente como personal de confianza, que no adquieren la calidad de funcionarios públicos y no hay límite en su número. Esta figura fue creada por una ley de presupuesto en el primer año del gobierno de José Mujica y por lo general son profesionales universitarios. Sin embargo, al 31 de diciembre de 2020 su número se elevó a 47 y a principios de julio de 2022 su número ascendió a 56.

### Cultura
Desde el 13 de marzo de 2020 los Centros MEC cerraron sus puertas. Desde el año 2018 el futuro ministro Pablo da Silveira pretendía cerrarlos. Estos eran 127 centros creados durante el primer gobierno de Tabaré Vázquez, desarrollados desde el Ministerio de Educación y Cultura (MEC) en coordinación con los gobiernos departamentales, con el propósito de descentralizar la gestión de la cultura al abrir puntos de cultura en diversas localidades del interior del país cada una con su propia autonomía y con las necesidades locales en mente. Con la ley de presupuesto de 2020 se suprimieron definitivamente los Centros MEC. Con motivo de la discusión parlamentaria del proyecto de la ley de presupuesto, el ministro de Educación y Cultura Pablo da Silveira defendió esta medida argumentando que eran una «especie de República independiente» y que sus políticas «no coincidían» con lo que pretendía el ministerio. También insistió en un presunto «mal uso de los fondos públicos». Varios de los legisladores del Frente Amplio criticaron esta medida, entre ellos el diputado Gabriel Otero que tuiteó que «67 son los pueblos que se quedan sin Centros MEC, arrasaron con ellos sin pensar en la gente, sin cultura no hay futuro».
Mientras los Centros MEC permanecían cerrados y antes de su eliminación definitiva, la LUC creó en su artículo 202 dentro de la órbita de la Dirección de Cultura del Ministerio de Educación y Cultura varios institutos nacionales de promoción de distintas áreas de la cultura:
| Instituto                                    | Descripción y cometidos |
| -------------------------------------------- | --- |
| Instituto Nacional de la Música              | Apoyo, fomento, difusión, preservación, investigación y desarrollo de la actividad musical. |
| Instituto Nacional de Artes Escénicas        | Desarrollo de las artes escénicas, su registro e investigación. El instituto ya existía desde 2009 y funcionaba en una sede de la Ciudad Vieja de Montevideo, pero la LUC le dio estatuto legal. |
| Instituto Nacional de Letras                 | Observar el cumplimiento de la Ley del Libro y otras normas relacionadas, además de la promoción y de la difusión de la literatura, con énfasis en la nacional. |
| Instituto Nacional de Artes Visuales         | Protección, difusión nacional e internacional y la promoción de las artes visuales, también su investigación y desarrollo académico. La creación de este instituto se previó durante el tercer gobierno del Frente Amplio pero no se llegó a ejecutar. |
| Instituto Nacional del Cine y el Audiovisual | Este instituto ya existía desde 2008 y fue creada por la ley 18824 de 2008. Sus cometidos son, entre otros, el fomento de la creación, producción y exhibición de obras cinematográficas nacionales en el país y en el exterior, dar apoyo a las producciones cinematográficas para su producción y promover las obras cinematográficas y audiovisuales en la educación y la cultura nacional. |

El ministro da Silveira dijo en julio de 2021 sobre la eliminación de los Centros MEC que eran problemáticos y que aquellos serían sustituidos por «una estrategia que es más global, más ambiciosa y que además cambia la perspectiva», que no querían «trabajar para el interior, sino con el interior». El nuevo sistema de centros culturales descentralizados comenzó a implementarse a inicios de 2022, debido al retraso ocasionado por la emergencia sanitaria por la pandemia de COVID-19, con la designación del primer Centro Cultural Nacional (CCN) que le correspondió al Complejo Cultural Municipal de Dolores.

### Defensa
En enero de 2020, todavía en calidad de presidente electo, Lacalle Pou designó como jefe del Estado Mayor de la Defensa, al General Marcelo Montaner. Por su parte, en el Ejército se nombró al General de Ejército Gerardo Fregossi, en la Armada al Almirante Jorge Wilson y en la Fuerza Aérea al General del Aire Luis Heber De León.

#### Operación «Frontera Segura»
El lunes 16 de marzo de 2020 comenzó a ejecutarse la operación «Frontera Segura», por la que se desplegó a más de 1000 efectivos de las Fuerzas Armadas para realizar tareas de patrullaje fronterizo en un área de 35000 kilómetros cuadrados con el propósito de combatir la inseguridad y el narcotráfico. Luego de la capacitación del personal de oficiales con personal de Aduanas, Fiscalía, y contacto con los vecinos, comenzó la movilización de las tropas. El patrullaje tiene lugar las 24 horas y para el despliegue se establecieron carpas en distintos puntos estratégicos de las rutas. La Fuerza Aérea comenzó el patrullaje aéreo para hacer reconocimiento, patrullaje y vigilancia en la frontera seca con un contingente de aviones Cessna A-37 Dragonfly. La Armada Nacional también aumentó su presencia en ríos, arroyos y lagunas fronterizas para realizar controles.

#### Compra de dos aviones Hércules

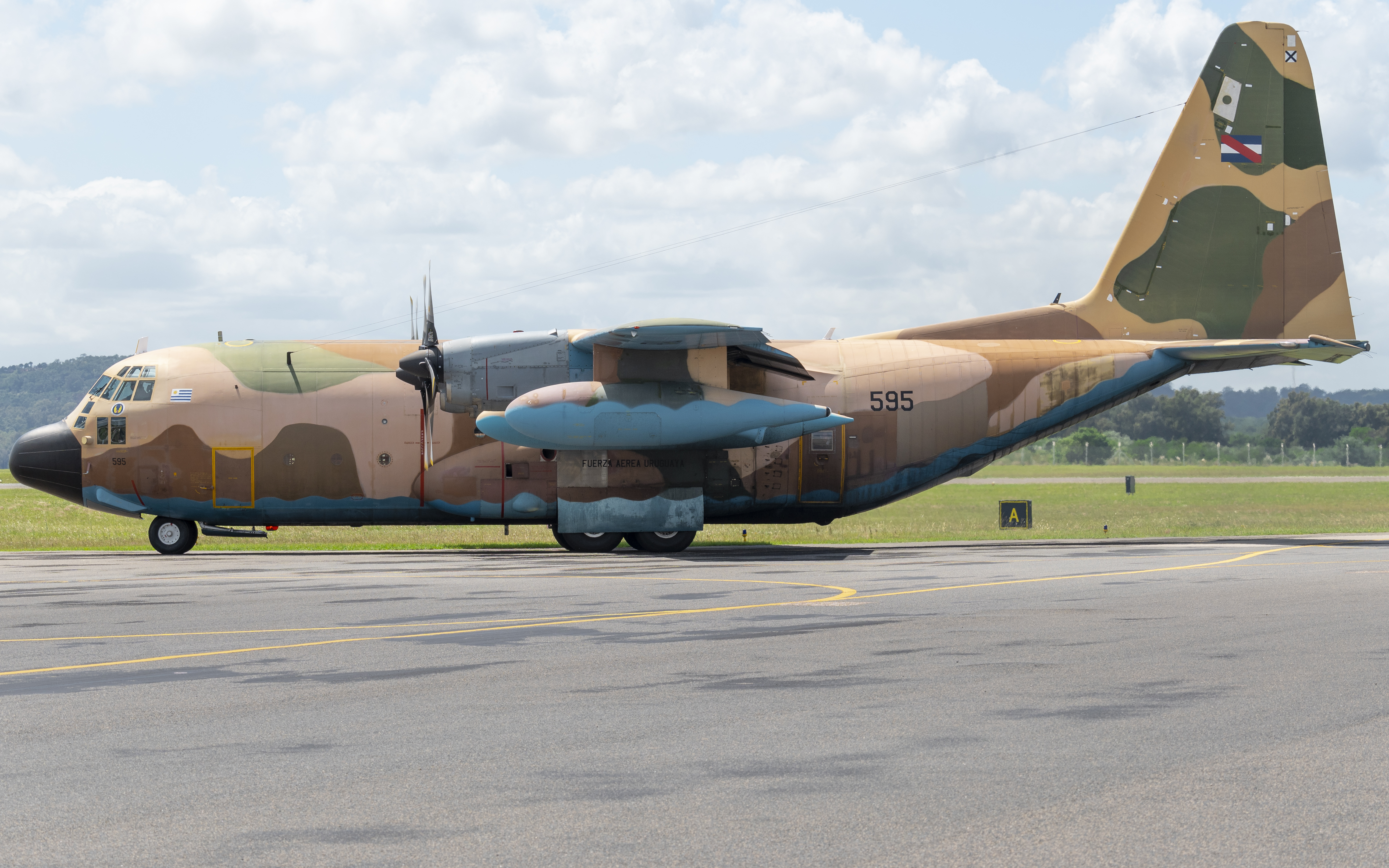
Lockheed KC-130H Hercules de la Fuerza Aérea Uruguaya en 2022.

El 8 de septiembre de 2020 el ministro de Defensa Javier García anunció en conferencia de prensa la compra a España de dos aviones Lockheed Hercules KC-130 H por un monto de 21 millones de euros más repuestos por un millón de euros. Estos aviones de la década de 1970 son 20 años más nuevos que los que hasta el momento poseía la Fuerza Aérea Uruguaya. Con esta compra, el gobierno pretendió modernizar la flota aérea para poder ejercer soberanía y tener alcance intercontinental y a la Antártida, de forma de poder cumplir con el deber de cobertura en la zona de rescate del océano que le corresponde a Uruguay y operaciones humanitarias. El tiempo estimado de uso garantizado es de 20 o 35 años. Esta compra fue criticada por la oposición por el monto gastado y el momento en que se decidió ejecutar el gasto. Desde el Frente Amplio se cuestionó por qué se pagó esa cifra si según notas en medios españoles los aviones estarían tasados en 5 millones y medio de dólares. Otras críticas desde el Frente Amplio y sus ministros en el Tribunal de Cuentas es el hecho de que se hayan adquirido por compra directa y catalogada como secreta y que en el contrato se haya establecido que España no asume ninguna responsabilidad por el estado de los aviones. Esta última crítica fue respondida desde el gobierno que es una condición contractual habitual debido a que la garantía la asume el fabricante de la aeronave y no el país que la vende.
Los dos aviones llegaron a Uruguay el 19 de diciembre de 2020 y fueron destinados como parte de la flota del Escuadrón Aéreo n.° 3 de la Fuerza Aérea. Sobre la llegada de los aviones, el ministro de defensa Javier García comentó que con esta incorporación «comienza un proceso de modernización de equipamiento imprescindible» y que por lo tanto «hay más soberanía, más seguridad humana y más protección civil». El uso previsto de estas aeronaves es el de traslado de grandes cargas en el territorio nacional, apoyo a emergencias ambientales y sanitarias, apoyo a las operaciones de las distintas Fuerzas Armadas en sus operaciones de capacitación, misiones de paz o rescates, así como para traslados humanitarios.
En septiembre de 2021 legisladores del Frente Amplio llamaron a sala al Ministro de Defensa Javier García para dar explicaciones sobre esta compra. Durante la interpelación, el diputado Gerardo Núñez dijo que la compra había sido realizada con poca transparencia y sin permitirle a la oposición acceder a la carpeta del expediente, que los aviones estaban jubilados en España y fueron comprados sin ningún tipo de garantía, que no hubo un proceso competitivo y que tampoco hubo informes jurídicos y técnicos previos. Para defender la compra el ministro respondió que esta fue completamente transparente y que gracias a ella el país pudo recibir varios insumos para combatir la pandemia de COVID-19. Sobre la garantía, dijo que todas las compras de material usado se hacen de esa forma, as-is y where-is (como vengan) e hizo referencia a compras militares durante los gobiernos del Frente Amplio que también se realizaron con estas condiciones. El ministro dijo sobre los informes previos que hubo un informe técnico de la Fuerza Aérea que respalda la compra. La interpelación terminó con una resolución en la que quedaron conformes con las explicaciones, con los votos de los partidos de la coalición y del Partido Ecologista Radical Intransigente.
A mediados de abril de 2024, la prensa informó que los dos aviones estaban temporalmente fuera de servicio, debido a que uno de ellos estaba en Portugal para hacerle mantenimiento, mientras que el otro se averió luego de regresar de misión de la Antártida y debió ser sometido a reparaciones. En julio de 2024, según informó en la Comisión de Defensa de Senado el ministro de Defensa Armando Castaingdebat, el avión que había sido reparado volvió a rompérsele uno de sus motores y quedó varado en Chile, mientras que el mantenimiento del otro avión Hércules estacionado en Portugal seguía atrasado desde diciembre del año pasado, según el ministro, por problemas internos de la empresa encargada del servicio de mantenimiento, que estuvo posponiendo la fecha de entrega varias veces «por problemas internos de la empresa», y que esperaba que el proceso se acelerara luego de que se adjudicara las tareas al nuevo adjudicatario de la licitación.

#### Adquisición de tres barcos guardacostas de clase Marine Protector
A principios de 2021 las autoridades uruguayas y la cúpula naval de este país expresaron su interés para adquirir tres lanchas de patrulla costera de clase Protector para la Armada Nacional, que habían sido retiradas del servicio de la Guardia Costera de Estados Unidos. Desde Estados Unidos se hablaba de pagar por ellas un costo de transferencia equivalente a la compra de una unidad nueva, mientras que desde Uruguay se buscaba obtenerlas como una «cuasi donación». En junio de 2021 el gobierno estadounidense aprobó la transferencia de los tres patrulleros a modo de donación, cuyo costo de más de 8 millones de dólares sería cubierto por el sistema de Ventas Militares al Extranjero. Uruguay por su parte debía hacerse cargo del costo de los repuestos, suministros, entrenamiento y envío.
El 15 de diciembre de 2021 el Comandante en Jefe de la Armada Nacional el contraalmirante Jorge Wilson firmó la carta de aceptación para continuar el proceso de adquisición de los tres patrulleros Protector, el USCGC Albacore, el USCGC Cochito y el USCGC Gannet. En el acuerdo se estableció la adquisición sin costo pero Uruguay se comprometió a pagar US$4 986 296 para el reacondicionamiento de las embarcaciones y formación del personal. En febrero de 2022 en una ceremonia oficial en Washington D. C. el embajador de Uruguay ante Estados Unidos Andrés Durán Hareau y el vicealmirante Paul Thomas de la Guardia Costera de los Estados Unidos sellaron el acuerdo y finalizaron las negociaciones. A partir de entonces comenzaron las operaciones de reacondicionamiento de los buques.
El 1 de septiembre de 2022 en una base de la Guardia Costera de los Estados Unidos en Baltimore se hizo la ceremonia de entrega y embanderamiento de los tres patrulleros Marine Protector. Durante esta ceremonia, autoridades estadounidenses y uruguayas allí presentes remarcaron su voluntad de continuar e impulsar la cooperación militar entre ambos países y también los altos mandos navales uruguayos visitaron a sus correspondientes de la Marina de los Estados Unidos y de la Guardia Costera. Los navíos recibieron nuevos nombres: el USCGC Albacore (WPB-87309) como ROU 14 Río Arapey, el USCGC Cochito (WPB-87329) como ROU 15 Río de la Plata y el USCGC Gannet (WPB-87334) como ROU 16 Río Yaguaron. De estas, dos con destino a la base naval de Fray Bentos y la restante para servir en Montevideo. El 13 de noviembre de 2022, tras 67 días de navegación, llegaron al Puerto de Montevideo estos tres patrulleros que fueron recibidas con un acto protocolar por autoridades políticas y militares como el ministro de Defensa Javier García, el subsecretario de Defensa Rivera Elgue, el jefe del Estado Mayor de la Defensa Rodolfo Pereyra, el Comandante en Jefe de la Armada Jorge Wilson y el jefe de adquisiciones de la Guardia Costera de los Estados Unidos Douglas M. Schofield, además de la presencia de los marinos que participaron de la misión y sus familiares.

#### Compra de seis Embraer EMB 314 Super Tucano para la Fuerza Aérea Uruguaya
En julio de 2024 el gobierno negoció la compra de seis aeronaves Embraer EMB 314 Super Tucano a estrenar para la Fuerza Aérea Uruguaya, con un costo estimado de 100 millones de dólares a ser pagados en un plazo de entre diez a quince años. La compra se confirmó en agosto de ese mismo año. La compra de las aeronaves incluye un simulador y un paquete logístico integrado, que comprende un sistema de inteligencia, vigilancia y reconocimiento para ser instalados en las aeronaves.

### Economía

#### Nueva Regla Fiscal y su marco institucional
La Ley de Urgente Consideración estableció la regla fiscal, definida como una reforma estructural con el propósito de dar sostenibilidad a las finanzas públicas. Es un instrumento que pretende controlar el crecimiento del gasto público ajustado por el ciclo económico. Como consecuencia de su aplicación se pretende evitar la suba de impuestos como forma de recaudación fiscal fuera de las leyes de presupuesto y permitir el aumento del gasto público en políticas sociales en circunstancias extraordinarias sin necesidad de subir impuestos o endeudar al estado a un nivel que comprometa su solvencia a futuro. Esta regla fiscal alcanza a la Administración Central, el Poder Judicial, el Tribunal de lo Contencioso-Administrativo, la Corte Electoral, el Tribunal de Cuentas y los Entes Autónomos y Servicios Descentralizados que no sean del dominio comercial e industrial. La regla tiene una meta indicativa sobre el Resultado Fiscal Estructural, el cual fija una meta sobre el balance de las cuentas públicas y corecciones para mejorar la sostenibilidad de la política fiscal en caso de desajustes en épocas de expansión o recesión en el ciclo macroeconómico o en circunstancias extraordinarias. Para los cálculos del balance estructural se crearon dos organismos técnicos: el Consejo Fiscal Asesor y la Comisión de Expertos.
Andrés Blanco, jurista y catedrático de la Facultad de Derecho de la Universidad de la República, opinó que las reglas fiscales como la establecida no son convenientes porque desde un punto de vista económico las hipótesis teóricas en las que se basan son erróneas, si se observa en la práctica los efectos de su aplicación en donde no se cumplieron las metas propuestas. En lo político, las reglas fiscales representan una restricción al funcionamiento democrático del Estado, al retirar en gran medida del debate público un aspecto importante de la actividad estatal como el gasto público.

#### Reformas a la Ley de Inclusión Financiera
En los artículos 215 a 226 de la LUC, bajo el rótulo de «libertad financiera», se modificaron aspectos de la Ley de Inclusión Financiera del 2014, entre los que se pueden citar:
- la eliminación de la obligatoriedad de realizar el pago de salarios por vía electrónica, que pasó a ser opcional y sin perjuicio de la modalidad de pago en efectivo;[118]
- los honorarios por servicios profesionales prestados fuera de la relación de dependencia ya no es obligatorio que se hagan únicamente a través de depósito bancario o medios de pago electrónicos, sino que en el caso de montos de hasta un millón de unidades indexadas se pueden pagar en efectivo;[118]
- el Estado ya no está obligado a usar medios electrónicos para pagarle a los proveedores de bienes o servicios, pudiendo ser en efectivo a elección del proveedor hasta el límite máximo previsto para la compra directa común (según las normas de administración financiera del Estado);[118]
- para los pagos en general, no se podían hacer en efectivo pasadas las 40 mil unidades reajustables, pero con la reforma ese tope se elevó hasta un millón de unidades indexadas.[118]

#### Rebaja del IRPF y el IASS
A principios de marzo de 2023 el Poder Ejecutivo remitió al Parlamento un proyecto de ley de rebaja impositiva para ciertos grupos de contribuyentes del impuesto a la renta de las personas físicas (IRPF) y el impuesto de asistencia a la seguridad social (IASS). Con la reforma, el 14% más bajo de los contribuyentes del IRPF dejan de ser contribuyentes al elevarse el monto mínimo no imponible y además en las franjas con sueldos de hasta 60.500 pesos uruguayos tienen la posibilidad de hacer deducciones de hasta un 14% (antes era hasta un 10%). En el caso del IASS el mínimo no imponible pasa de 8 Bases de Prestaciones y Contribuciones (BPC por sus siglas, equivalente a 45.280 pesos uruguayos) a unas 9 BPC (o 50.940 pesos uruguayos) y el crédito por arrendamiento pasa a ser de un 8%. Las autoridades de gobierno citaron como objetivo de esta medida el aliviar la carga tributaria de los trabajadores contribuyentes de menores ingresos o con hijos a cargo. Este cambio implica la renuncia fiscal de unos 110 a 150 millones de pesos uruguayos.

### Educación

#### Modificación de gobernanza de la educación pública
Con la reforma a la Ley General de Educación de 2008 por la Ley de Urgente Consideración y tras el fin del mandato de los consejeros electos de la educación, se eliminaron los Consejos de Educación Primaria, Secundaria y Técnico Profesional —órganos colegiados integrados por un director, un consejero político y un representante elegido por los docentes— y en su lugar se erigieron las Direcciones Generales —cargos unipersonales dependientes del Consejo Directivo Central (CODICEN) con voz pero sin voto—. Desde gobierno se arguyó que este cambio era para dotarlos de mayor autonomía y dinamismo a la hora de tomar decisiones, evitando el intercambio de ideas «de ida y de vuelta».
Para el educador y exconsejero de la ANEP Héctor Florit «la pérdida de los consejos es volver a antes de 1918» cuando se creó el Consejo de Primaria. En su opinión, los consejos eran una forma de «recoger sensibilidades distintas» en donde se expresaban mayorías y minorías, y permitir a la educación ser tratada como política de Estado. El exconsejero del fenecido Consejo de Secundaria Carlos Rivero opinó que con esto se perdió la cercanía del instituto educativo y sus autoridades con la gente, aparte de resaltar en su visión la importancia de la opinión sindical y de las asambleas técnico-docentes. Robert Silva, presidente del CODICEN y una de las caras más visibles en la reforma educativa de la LUC, defendió la reforma, aduciendo que se salió de una lógica de tener varios consejos a uno único en donde se discute todo el sistema educativo de forma integral para tomar decisiones y realizar las transformaciones a la educación que el gobierno pretendía hacer más adelante (véase más adelante en «Reforma educativa»).
Otro cambio introducido por la LUC fue dejar de exigir como requisito contar con 10 años de experiencia en la educación pública como requisito para poder integrar órganos de gobierno de la ANEP. Este requisito, según Héctor Florit, tenía su fundamento en que había que preservar la educación de los vaivenes de la política y también confirmar su independencia. Florit además cita las palabras del exconsejero Pivel Devoto, sobre que como la educación es un campo cultural con su propia especificidad, es natural que quien conduzca la educación sea en su mayoría docentes. Para Florit, el cambio introducido por la LUC en este aspecto niega esa especialidad al permitir que los cargos de gobierno en la educación no sean integrados por docentes y que se sumen a conjunto de cargos públicos destinados a atender repartos políticos y ser susceptibles de lo partidario.

#### Reconocimiento del carácter terciario de las carreras de las Escuelas del SODRE
A partir del Decreto n.° 84/021, se reconoció el carácter terciario no universitario de todas las carreras dictadas en las escuelas artísticas del Servicio Oficial de Difusión, Representaciones y Espectáculos (SODRE), entre ellas la Escuela Nacional de Formación Artística (ENFAS), la Escuela Nacional de Danza y la Escuela Nacional de Arte Lírico. Esta política extendió la política implementada al final del período anterior del reconocimiento terciario no universitario de la carrera de la Escuela Nacional de Danza. Antes este tipo de carreras artísticas de danza, canto lírico y orquestas que son de alta carga horaria y dedicación no tenían validez en el sistema educativo formal, pero ahora este reconocimiento permite continuar profesionalizando la educación artística y habilita a los egresados de estas carreras a continuar su formación artística en otros institutos nacionales o internacionales.

#### Reforma educativa
A finales de septiembre de 2022, el Consejo Directivo Central (CODICEN) aprobó un nuevo plan educativo para comenzar a aplicarse en 2023. El denominado Plan de Educación Básica Integrada (EBI) introdujo modificaciones como el cambio del ciclo básico de la educación secundaria —primero, segundo y tercer año— por séptimo, octavo y noveno, unificando la educación primaria con la media. Asimismo, cambió los nombres de las asignaturas, y creó espacios: de comunicación, científico-matemático, social y humanístico, creativo-expresivo y de desarrollo personal; se incorporaron las materias de Ciencias de la Computación, Mundo Contemporáneo, Comunicación y Sociedad, y Ciencias del Ambiente.

### Ganadería y agricultura
El Instituto Nacional de Carnes pasó a tener el poder de habilitar y controlar carnicerías y otros locales donde se venda carne al consumidor en todo el país, que desde hace treinta años estaba a cargo de los gobiernos departamentales de los departamentos del interior del país. Nace el Registro Único de Empresas Cárnicas para tener anotadas en un registro centralizado donde los usuarios de este registro se inscriben una única vez, a la vez de que los consumidores podrán buscar en él información del local comercial donde adquirieron el producto cárnico si está habilitado y otra información relacionada.
En materia de ganadería, durante el período de gobierno anterior productores rurales se manifestaron debido a la prevalencia del delito de abigeato o robo de ganado y las consecuencias económicas para estos productores, y el combate al abigeato fue uno de las promesas de campaña más visibles del presidente Lacalle Pou. Antes de asumir el nuevo gobierno, el futuro ministro del interior Jorge Larrañaga ya anunció la futura creación de la Dirección Nacional de la Seguridad Rural que coordinaría esfuerzos con el Ministerio de Defensa, de Ganadería, las intendencias departamentales y el Instituto Nacional de Carne, previendo el aumento de vigilancia policial en el medio rural, el uso de tecnología para la ubicación de animales y patrullaje en frontera, que con la Ley de Urgente Consideración se creó y comenzó a funcionar. En agosto de 2020 se inauguró la sede de la Dirección Nacional de Seguridad Rural en el departamento de Florida y también se le dotó de 55 camionetas y motos para poder patrullar en el campo. En junio de 2021 las autoridades anunciaron que desde la puesta en funcionamiento de este organismo hubo una disminución del 40% en los abigeatos.

### Inmigración

#### Política de residencia fiscal
En enero de 2020, mientras todavía era presidente electo, Luis Lacalle Pou anunció que su gobierno flexibilizaría los requisitos para obtener la ciudadanía uruguaya tanto legal como fiscal, con el objetivo de «atraer al país a familias de distintas partes del mundo», así como capital. En junio de ese año, mediante un decreto presidencial se flexibilizó los requisitos necesarios para obtener la residencia fiscal. Por un lado, el valor mínimo requerido de un inmueble propiedad de un extranjero para solicitarla se redujo desde los 1,7 millones de dólares a los 380 mil dólares, con la condición de que la persona permanezca en el país por al menos 60 días al año. Por el otro lado, se redujo de los 5,3 millones de dólares a los 1,6 millones el valor de la empresa en la que un extranjero debía participar directa o indirectamente y que generara por mínimo 15 puestos directos de trabajo para solicitar la residencia fiscal.

#### Plan Nacional de Integración
En agosto de 2022, el Gobierno presentó el Plan Nacional de Integración (PNI), dirigido a garantizar la buena adhesión que los migrantes, solicitantes de refugio y refugiados a la población local, y así promover el desarrollo del país. Buscando lograr una «segura, ordenada, regular y responsable», se anunció que con apoyo de apoyo de la Organización Internacional para las Migraciones (OIM) y el Alto Comisionado de las Naciones Unidas para los Refugiados (ACNUR), se llevarían a cabo talleres mensuales sectoriales, para establecer una estrategia integral que abarque todo el territorio nacional y los distintos niveles de gobierno.

#### Residencia por arraigo
El 16 de mayo de 2024, mediante el decreto 138/024 del Poder Ejecutivo, se creó la figura legal de “residencia por arraigo”, dirigida a inmigrantes, que a la fecha de publicación de la norma, ya se encontraban en Uruguay tras ser solicitantes de refugio –debido a que se les solicita visa para el ingreso–, pero que fueron rechazados por no cumplir con las condiciones necesarias para ser refugiado y permanecieron en el país de manera irregular. De esta forma se buscaba solucionar la situación migratoria de aproximadamente 20 mil residentes irregulares, principalmente de origen cubano y dominicano.
La norma previó tres tipos de residencia: por arraigo laboral –quien tiene vínculo laboral formal de al menos noventa días de duración, o trabajo por cuenta propia con contribuciones al Banco de Previsión Social por el mismo tiempo–; por arraigo familiar –quien cuenta vínculo familiar con residente legal o nacional uruguayo–; y por arraigo para la formación –quién ha estado cursando una carrera universitaria por más de un año–. En los primeros dos casos son de tipo permanente, mientras que el último es de tipo temporario por un año y renovable mientras dure la actividad.
La medida fue celebrada por el Alto Comisionado de las Naciones Unidas para los Refugiados (ACNUR).

### Medio ambiente

#### Creación del Ministerio de Ambiente
Con la Ley de Urgente Consideración se creó el Ministerio de Ambiente, al que se le transfirieron las unidades de trabajo sobre medio ambiente con sus funcionarios y recursos financieros que antes estaban en el Ministerio de Vivienda, Ordenamiento Territorial y Medio Ambiente. A partir de entonces la Dirección Nacional de Medio Ambiente (DINAMA) y la Dirección Nacional de Agua (DINAGUA) pasan a estar dentro de la órbita del Ministerio de Ambiente. El nuevo ministerio tiene dentro de sus cometidos el desarrollo de una política de monitoreo, recuperación y protección de la calidad de los cursos de agua, del suelo y del aire, para tener un uso responsable de estos recursos y el desarrollo sostenible y solidario con las generaciones futuras. Además, se busca proteger los acuíferos subterráneos del territorio nacional realizando estudios de impacto ambiental antes de cualquier explotación de recursos minerales a gran escala. También está dentro de sus competencias el Sistema Nacional de Áreas Protegidas y la creación de un Sistema Nacional de Gestión de Residuos. El senador Adrián Peña asumió como ministro de Ambiente y Gerardo Amarilla como subsecretario, en un acto realizado en la planta de potabilización de agua de OSE en Aguas Corrientes, Canelones.

#### Instituto Nacional de Bienestar Animal
En el sistema de bienestar animal, la Ley de Urgente Consideración sustituyó a la Comisión Nacional Honoraria de Tenencia Responsable y Bienestar Animal (COTRYBA) establecida en 2015 con el Instituto Nacional de Bienestar Animal (INBA), un órgano desconcentrado dentro de la órbita del Ministerio de Ganadería, Agricultura y Pesca (MGAP), integrado por representantes del Ministerio de Ganadería, Comisión Nacional de Zoonosis, Ministerio del Interior, Congreso de Intendentes, Facultad  de Veterinaria de la Universidad de la República, Sociedad de Medicina Veterinaria del Uruguay, uno por las agremiaciones de productores rurales, y uno de las organizaciones protectoras de animales. Este instituto propenderá por la tenencia responsable de animales, control de animales de compañía, campañas de identificación y castraciones. Además, podrá confiscar animales maltratados o que supongan un peligro para otras personas o animales. También crea un sistema de albergues de animales callejeros.
Desde las organizaciones animalistas se vio con buenos ojos la creación de este instituto, sin embargo, expresaron su preocupación sobre que siga dependiendo del MGAP como lo hacía COTRYBA y no esté en la órbita de otro ministerio como proponían, aduciendo que quienes dirigen son ganaderos con un enfoque del cuidado de animales de producción, en conflicto con los intereses de los animalistas. Karina Kokar, representante de la organización animalista Plataforma Animalista Liberal, dijo que —a diferencia del sistema anterior— ahora se daba representación en el Consejo a las asociaciones rurales con la Sociedad Médica Veterinaria que tendría conexiones con los productores rurales y la Facultad de Veterinaria, así pudiendo tener dos votos a favor en caso de establecerse la eutanasia animal, aparte del doble voto del MGAP, con el que las posturas de los animalistas nunca serían mayoría. Manifestó además que la presencia de representantes que pudieran estar alineados con los productores rurales es para obtener una solución por cualquier medio para las jaurías de perros que venían atacando al ganado desde hace unos años, lo que en opinión de los animalistas, debe solucionarse de otra forma, yendo al fondo del problema y abordándolo de forma ética con educación y castraciones.
En diciembre de 2020 se creó el Plan Nacional de Control de la Población Canina a cargo de este instituto, con campañas de concientización, registro de animales de compañía, un programa de control reproductivo con esterilizaciones de perros y un programa nacional de albergues. En octubre de 2021 el INBA firmó un acuerdo con los gobiernos departamentales para realizar una campaña nacional de castraciones y colocaciones de chips de identificación a más de 90 mil perros por año de forma gratuita. Los animales a los que se les inserte el chip quedan registrados en el Registro Nacional de Animales de Compañía.

#### Proyecto Neptuno
El Proyecto Neptuno, también conocido como Proyecto Arazatí, es un proyecto de desarrollo de infraestructura hídrica en Arazatí, en el departamento de San José, Uruguay.En 2020, un consorcio de empresas denominado "Aguas de Montevideo" presentó un proyecto para la realización de una planta potabilizadora de agua tomada del Río de la Plata en la zona de Arazatí, para abastecer la demanda de agua potable de Montevideo y su área metropolitana.
El gobierno y la empresa de agua estatal OSE aceptaron la propuesta. En noviembre de 2022, OSE llamó a una licitación para la construcción de la planta potabilizadora, ya que el proyecto supondría una inversión superior a 200 millones de dólares. El 15 de noviembre de 2022 el presidente Luis Lacalle Pou anunció en conferencia de prensa la aprobación del proyecto Neptuno. El proyecto fue finalmente licitado al consorcio denominado “Aguas de Montevideo”, compuesto por las empresas Berkes, SACEEM, CIEMSA y FAST.
El proyecto tomaría agua del Río de La Plata, con el objetivo de aportar aproximadamente un 30% del volumen de agua potable para la zona metropolitana.El proyecto también contempla la construcción de un pólder o laguna artificial,con una capacidad de 4.0 hectómetros cúbicos.Inicialmente, se anunció como uno de los proyectos de inversión de agua potable más grandes en los últimos 150 años.
Desde sus inicios, la iniciativa generó un conflicto ambiental. Hay tres ejes principales de debate en el conflicto. Por un lado, existe un debate sobre el impacto ambiental de la construcción de la planta. Hay una disputa entre OSE y la comunidad científica perteneciente a la  Universidad de la República sobre la forma más eficiente y adecuada de proveer de agua potable a la población de la zona metropolitana.Por último, hay una discusión alrededor de los términos del contrato entre el consorcio privado y la empresa estatal OSE.

#### Sequía 2022-2023 y aumento de la salinidad del agua potable en el Área Metropolitana

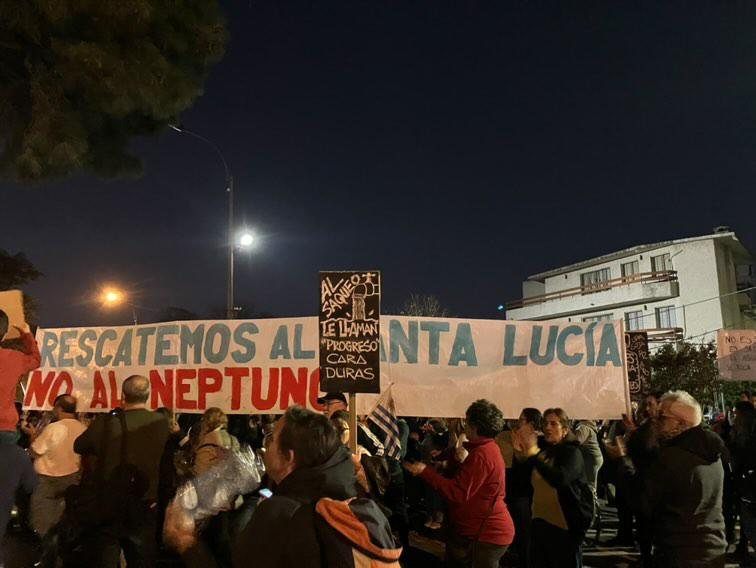
Protestas en Montevideo por la situación de la salinidad del agua potable en mayo de 2023.

Desde el último trimestre de 2022 y durante el 2023 Uruguay sufre de una sequía severa ocasionada por el fenómeno de La Niña y agravada por el cambio climático, que llevó a un aumento general de la temperatura y la reducción de las precipitaciones, lo que como consecuencia llevó a mínimos históricos los niveles de agua en el país.
En abril el directorio de la estatal OSE informó que debido al agravamiento de la sequía en la cuenca del Río Santa Lucía y la falta de lluvias, para que las reservas de agua dulce del Área Metropolitana de Montevideo rindan al menos hasta junio, resolvió aumentar la salinidad del agua, llevando los límites de sodio y cloruro en el agua más allá de lo admitido por las normas técnicas. Según estas autoridades, esta suba era para priorizar el abastecimiento del agua y que pese a su sabor, «no compromete la salud humana». Sin embargo, desde el Ministerio de Salud Pública se informó que con este nivel de salinidad no era recomentable que bebieran el agua de OSE las personas con hipertensión, pacientes renales o embarazadas. Más allá de las declaraciones iniciales de que el agua sería segura, el aumento de la salinidad llevó a la población de Montevideo y sus alrededores a aumentar la compra de agua embotellada. Debido al agravamiento de la situación, el 19 de junio de 2023 el gobierno declaró la emergencia hídrica en el área metropolitana con el propósito de asegurar el abastecimiento de agua y anunció la realización de obras para establecer reservorios de agua en el río San José, aparte de la futura exoneración de impuestos al agua embotellada.
El 23 de agosto de 2023 el gobierno decretó el fin de la emergencia hídrica en el área metropolitana de Montevideo debido a que con las lluvias que hubo ese mes los ríos de la región recuperaron su caudal y los embalses que abastecen de agua dulce a la capital subieron de nivel.

#### Desastres medioambientales causados por la empresa UPM
En diciembre de 2021, vecinos de Guichón, departamento de Paysandú, denunciaron que el arroyo Santana estaba contaminado por efluentes del vivero de UPM en la zona. Un grupo interdisciplinario de la Universidad de la República realizó un estudio y del mismo surgió que el 40% de los trabajadores del vivero padecían alergias en la piel, un 70% ardor o molestias en la piel y el 75% dolor de cabeza o mareos. Los vecinos también denunciaron la muerte de peces, aves y mamíferos de la fauna local. Debido al daño ambiental desde hace años en la zona, el ministerio de Ambiente multó a UPM con 25 500 dólares y exigió cambios en el programa de monitoreo de aguas de la empresa.
A principios de octubre de 2023 se hizo de conocimiento público que en la planta de celulosa de la multinacional UPM en las cercanías de Paso de los Toros hubo un «incidente» que consistió en un derrame de un millón de litros de soda cáustica, que estaba almacenada en una pileta no adecuada para almacenar este producto químico, que se esparció en un curso de agua dentro del predio de la planta y en un campo lindero. Como consecuencia, hubo una afectación de la biodiversidad del ecosistema. En la zona afectada, se registraron niveles de pH superiores a 13 y se observó la mortandad de peces y la afectación de la calidad del agua. En el Ministerio de Ambiente se propuso imponerle a la empresa una multa de 1000 unidades reajustables, equivalente a poco más de 40 mil dólares estadounidenses. Sobre este incidente, el diputado de Cabildo Abierto Rafael Menéndez expresó que este sería el peor accidente medioambiental en la historia del país, que ha sido provocado por una empresa privada, que le parecía extraño que en una planta inaugurada hace cuatro meses ya hubiera una pileta de contención de productos tóxicos y sus sensores rotos, y opinó que el monto de 40 mil dólares de la multa a una empresa de la envergadura de UPM es irrisoria, equivalente a «como decirles pueden seguir contaminando tranquilamente».

### Medios de comunicación
Según el índice Chapultepec de la Sociedad Interamericana de Prensa (SIP), Uruguay fue calificado en 2020 en el cuarto lugar del ránking americano de libertad de expresión y prensa, como país con «baja restricción» a la libertad de prensa. En 2021 el país ascendió al primer lugar, cambiando su calificación a uno de los dos únicos países «con libertad de expresión», junto con Chile. En 2022 Uruguay descendió al tercer puesto, volviendo a ser calificado en la lista de países con «baja restricción» de expresión ese año y el siguiente, cuando la nación obtuvo el quinto lugar del ránking.

### Población
El Censo de Población, Hogares y Viviendas 2023, o simplemente Censo 2023, es el censo de población que se realizó en Uruguay en 2023. Fue realizado por el Instituto Nacional de Estadística.
Este censo fue un censo de derecho y se pudo realizar de forma virtual mediante un cuestionario.

### Salud

#### Pandemia de enfermedad por coronavirus de 2020

Media de casos nuevos de COVID-19 por departamento durante agosto de 2021.

La pandemia de COVID-19 en Uruguay, parte de la pandemia mundial de COVID-19, inició con la confirmación de los primeros casos de la enfermedad por COVID-19, provocada por el coronavirus SARS-CoV-2, el 13 de marzo de 2020 por el Ministerio de Salud Pública. Los casos iniciales se trataron de personas que ingresaron al país entre el 3 y el 7 de marzo de 2020, dos desde Milán, una de Barcelona y otra de Madrid cuando en estos lugares había un aumento de casos de la enfermedad. El mismo 13 de marzo el presidente Luis Lacalle Pou decretó el «Estado de Emergencia Nacional Sanitaria», que implicó entre otras medidas el cierre parcial de fronterasl, cuarentena obligatoria para casos de riesgo y la suspensión de espectáculos públicos.
El retraso en la llegada se ha explicado debido a la escasa conectividad aérea directa con las fuentes iniciales de las epidemias de COVID-19. Durante gran parte del 2020 el país no experimentó grandes olas de contagios, sin embargo, a partir de marzo de 2021 se produjo un aumento exponencial de nuevos casos positivos y de fallecidos, que se mantuvo hasta mayo y comenzó a ceder a finales de junio.
El 1 de marzo de 2021 comenzó la campaña de vacunación a nivel nacional con las vacunas CoronaVac del laboratorio farmacéutico Sinovac y Tozinamerán (Comirnaty) de las farmacéuticas Pfizer y BioNTech. Más tarde también se suministraron algunas dosis de la vacuna AZD1222 de la Universidad de Oxford y la farmacéutica AstraZeneca. A mediados de agosto de 2021, Uruguay llegó al 70% de la población vacunada con el esquema completo de vacunación de dos dosis, es decir, 2 480 826 personas, nivel mínimo según la Organización Mundial de la Salud para alcanzar la inmunidad de rebaño.
El 5 de abril de 2022, tras 752 días o más de dos años, el gobierno dio por terminada la emergencia sanitaria por el COVID-19 en el país y quedando sin efecto el decreto que la instauró, fundándose en la «disminución sostenida» de nuevos contagios y el «alto porcentaje» de la población vacunada. Hasta entonces muchas de las medidas establecidas con motivo de la pandemia de COVID-19 ya habían sido levantadas, pero con el fin de la emergencia sanitaria, el uso de tapabocas dejó de ser obligatorio a ser solamente recomendado en algunos lugares cerrados, como establecimientos donde se elaboren alimentos, instituciones de salud y en el transporte público. Otro cambio provocado por el cese de la emergencia sanitaria fue la eliminación de los aforos en diversos eventos de asistencia masiva y en gimnasios.

#### Bases generales para el desarrollo de la telemedicina
El 2 de abril de 2020, en medio de la pandemia de COVID-19, se promulgó la Ley n.° 19.869 de Telemedicina, que estableció lineamientos generales para la implementación y desarrollo de la medicina como un tipo de prestación de servicios sanitarios, con el propósito de mejorar la eficiencia y calidad del servicio, además de extender el nivel de la cobertura a través de las tecnologías de la información y comunicación. Es precisamente la distancia del paciente con el profesional de salud el factor crítico que impulsa el uso de las tecnologías de la información y comunicación como forma de intercambiar información para realizar diagnósticos, disponer tratamientos y prevenir enfermedades, además de ser un medio para la educación permanente de los profesionales de la salud. El desarrollo de la telemedicina ha de realizarse bajo una serie de principios: universalidad, para garantizar el acceso a la salud a toda la población; equidad, al permitir la atención a lugares remotos o sin recursos; calidad de servicio, en la atención al paciente y la formación del personal; eficiencia, optimizando el uso de recursos; descentralización del Sistema Nacional Integrado de Salud; complementariedad, sin sustituir el trato directo con el paciente; y confidencialidad de la relación médico-paciente, pero también la seguridad en el intercambio remoto de información.
Un artículo de la Ley de Telemedicina fue objeto de una crítica por parte del Ministro del Tribunal de Apelaciones Eduardo Cavalli, quien advirtió que en una disposición normativa del artículo 7 sobre el consentimiento del paciente, en el caso de los tratamientos a los menores la norma decía que el consentimiento de ellos lo daba su tutor o representante legal, lo cual es contradictorio y atenta contra los derechos de los menores, ya que según el criterio de autonomía progresiva, uno de los pilares de la Convención de los Derechos del Niño, se debe atender a los niños y adolescentes no según su edad sino como un sujeto de derecho que tiene derecho de ser consultado en su opinión en decisiones que afecten su vida, en función del grado de madurez. Para atender este problema, la diputada frenteamplista Cristina Lustemberg impulsó un proyecto de ley para modificar el artículo 7 para que en los procedimientos a través de telemedicina se respete el principio de autonomía progresiva de la voluntad de los menores y personas con discapacidad, de forma de rectificar el retroceso en derechos, que terminó por aprobarse en agosto de 2021.

#### Flexibilización en la política antitabaco
El 30 de septiembre de 2020 con el decreto n.° 268/020 que reglamentó aspectos de la Ley de Promoción de Inversiones de 1998 el gobierno de Luis Lacalle Pou eliminó la prohibición de ampararse a los beneficios del régimen de esta ley a las empresas tabacaleras en el decreto n.° 143/018 establecida durante el segundo período de Tabaré Vázquez. No se realizó ningún fundamento específico por la desaparición de esta exclusión que pasó de forma desapercibida hasta que fue detectada por el diputado Gustavo Olmos en 2022, pero a modo general el decreto del 2020 se aprobó como forma de dar beneficios a las empresas frente al descenso de la actividad económica a nivel mundial por la pandemia de COVID-19.
A partir de la aprobación del decreto n.° 282/022 del 2 de septiembre de 2022 se flexibilizó el régimen de empaquetado y etiquetado neutro de los productos de tabaco al modificar el decreto n.° 120/019 que reglamenta estos aspectos de la política antitabaco establecida durante el primer gobierno de Tabaré Vázquez con la Ley de Protección del Derecho al Medio Ambiente Libre de Humo de Tabaco y su Consumo n.° 18.256. Con la firma del presidente Lacalle Pou se aprobó el decreto, que surgió a propuesta de la cartera de Industria, pero que no obstante no contó con la opinión de la Comisión Interinstitucional para el Control de Tabaco del Ministerio de Salud Pública. Desde el gobierno, el propósito de esta norma es combatir el comercio del cigarrillo de contrabando o falsificado y la reducción de costos para la fabricación de los cigarrillos comercializados en el mercado formal.
Anteriormente se obligaba a las tabacaleras a comercializar los cigarrillos en una cajilla dura con apertura abatible, prohibiendo el uso de otro material como las cajillas blandas. Con el nuevo decreto se elimina la exigencia del tipo de apertura y omite hacer mención sobre el tipo de material del paquete, porque según el gobierno, la presentación en cajilla blanda tradicionalmente era la de mayor ventas y le permitía competir con los productos equivalentes que llegan de contrabando o falsificados. Otra modificación relevante es la de dejar de requerir que el interior de la cajilla sea blanco liso con una cubierta de papel metalizado. Asimismo ahora se permite que los cigarrillos contengan logos u otros elementos identificatorios de las marcas.
Esta decisión política recibió críticas desde distintos actores a nivel nacional e internacional. La Facultad de Medicina de la Universidad de la República en una carta solicitó al Presidente de la República revocar el decreto, manifestando su preocupación por el decreto que contraviente las normas sobre cigarrillos en una forma que favorece a la industria tabacalera. Expresa en su misiva que con este cambio Uruguay pasa de estar a la vanguardia en la protección de la salud a nivel internacional a hacer un retroceso con argumentos débiles de tipo comercial que se podrían haber abordado de otra manera. A nivel internacional, las organizaciones no gubernamentales Coalición América Saludable, integradora de más de 200 ONG de América, y Campaign for Tobacco-Free Kids manifestaron su rechazo por este cambio en la política de empaquetado y etiquetado de tabaco. La primera expresó su preocupación porque quien en ese momento era ministro de Salud Pública, Daniel Salinas, era aspirante a director de la Organización Panamericana de la Salud, mientras que la segunda solicitó al presidente Lacalle Pou revertir el decreto, con el que la actual administración haya antepuesto los intereses de las tabacaleras sobre la salud de la población.
Días después, trascendió en la prensa nacional un dicho del presidente Lacalle Pou por el cual reconoció que el decreto para flexibilizar la normativa sobre empaquetado y etiquetado fue a pedido de la empresa tabacalera Montepaz, quienes le hicieron la solicitud al Ministerio de Industria, Energía y Minería, pero que el gobierno no se dejó mover por presiones. Esta declaración fue criticada por el frenteamplista Mario Bergara, la que consideró una confesión inadmisible, que se gobierne siguiendo los reclamos corporativos o de intereses particulares en vez de tener en considerar el interés general. Además dijo de este tema que si se naturaliza esa forma de gobernar se cambia la naturaleza de la democracia. Otro aspecto que mencionó y que trascendió públicamente es el hecho de que Montepaz fue uno de los que financió parte de la campaña electoral de la fórmula Lacalle Pou-Argimón del Partido Nacional en las pasadas elecciones, según datos de la Corte Electoral.

#### Ley sobre cuidados paliativos
En agosto de 2023 se aprobó en el Senado con el voto de todos los partidos y se promulgó la ley n.° 20179 sobre el derecho universal al acceso a los cuidados paliativos, que fue impulsada por la Sociedad de Medicina y Cuidados Paliativos y con el apoyo del Sindicato Médico del Uruguay, la Federación Médica del Interior, la Sociedad de Psiquiatría, el Colegio Médico, la Cátedra de Medicina Legal de la Facultad de Medicina de la Universidad de la República y la Universidad de Montevideo, además de que el Ministerio de Salud Pública y ASSE destacaron la importancia de este proyecto.
Esta ley declara el derecho universal a recibir atención de cuidados paliativos a todas las personas que padecen enfermedades graves, progresivas y avanzadas, con una mínima respuesta a los tratamientos, con síntomas severos que varían en el tiempo e impactan en la autonomía y en la calidad de la vida del paciente provocando una carga física o psicológica, o una discapacidad o dependencia, y limitan su pronóstico vital. El objetivo de la ley es garantizar este derecho, no solo para el paciente en cuidados paliativos, sino también a su familia. Además, busca garantizar la continuidad de la atención en todos los ámbitos asistenciales para disminuir el sufrimiento y promover el bienestar de familiares y cuidadores, respetando el derecho a la información y a la toma de decisiones en estas circunstancias. También establece deberes a los prestadores de salud en cuanto a la atención de cuidados paliativos.

### Seguridad pública
Durante la pandemia de COVID-19 en 2020 y en parte de 2021 se observó una disminución en el nivel de criminalidad que, según la oposición, se debía a la reducción de la movilidad pública por la pandemia, algo que desde el oficialismo rechazaban y sugerían que la baja en la denuncia de delitos era por el efecto de la implementación de políticas como la apertura de destacamentos policiales, brigadas antidroga, descentralización del Programa de Alta Dedicación Operativa y los cambios normativos de la LUC. Sin embargo, según un estudio de Carlos Díaz, Sebastián Fossati y Nicolás Trajtenberg, al menos en Montevideo la reducción de la movilidad ocasionada entre otros factores a través de la implementación del teletrabajo en el sector público y en el privado o la modalidad virtual en la educación presentaba una correlación con el número de los delitos denunciados, cuyo descenso se debió a la falta de oportunidad para cometer delitos contra la propiedad por el descenso de objetivos a atacar. Esta caída se retrajo en parte luego del retorno de la presencialidad en la educación en junio de 2020 y volvió a aumentar con el comienzo de la primera oleada de contagios a fines de 2020 y las medidas implementadas para combatirla. Los barrios de Montevideo en donde no se había experimentado una reducción de la movilidad tampoco experimentaron una reducción de los delitos denunciados.
En el primer trimestre de 2022 aumentó un 35% los homicidios, con 32 homicidios en abril y en un período de once días de mayo hubo otros 16 homicidios. Debido a esto, el ministro Luis Heber presentó al presidente un plan para combatir los homicidios con mayor presencia policial y coordinación interministerial. En el tercer trimestre de 2022 se constató un aumento de los homicidios de un 17,2%, mientras que hubo un descenso de los hurtos y rapiñas de un 6,3%, del abigeato en un 0,9% y de violencia doméstica de un 12%, comparado con el mismo período de 2021.

#### Reformas de la LUC en el derecho penal
La LUC introdujo numerosas modificaciones al sistema penal, procesal penal y de procedimiento policial. Una de ellas es la modificación del instituto de la legítima defensa del artículo 26 del Código Penal. El segundo requisito para configurar la legítima defensa de la «necesidad racional del medio empleado» para repeler la agresión ilegítima (primer requisito) o impedir el daño ahora se encuentra definido a texto expreso, en el que la respuesta para neutralizar la agresión el sujeto debe elegir aquel que sea menos dañoso, que depende del caso concreto. En el tercer requisito de «falta de provocación suficiente del que se defiende», se incluyó la mención de los concubinos que antes no estaba en la exención del tercer requisito para la defensa de parientes, en consonancia con la evolución de las estructuras familiares.
Otro aspecto en materia de seguridad pública fue la creación del delito de «agravio a la autoridad policial» a través del artículo 11 de la LUC que agregó el artículo 173 ter del Código Penal. Es un tipo penal cuyo bien jurídico protegido sería «el normal desarrollo de la realización de la función policial ejecutiva» entendida esta como aquella desempeñada por los policías para el mantenimiento del orden social y la represión del delito. Se pena la obstaculziación o entorpecimiento de la ejecución de la función policial, el agravio o menoscabo verbal o mediante expresiones denigrantes, o mediante actos de violencia. Este delito fue incluido por parte de las autoridades entrantes en el anteproyecto de la LUC con el propósito de restaurar el respeto a la autoridad policial y respaldarlos en su operativa, junto con las otras disposiciones penales. En su visión, los policías se veían menospreciados y ya no eran objeto de respeto por parte de la población, por lo que estas normas le harían recuperar el respeto presuntamente perdido y como consecuencia fortalecer el ejercicio de la autoridad. Pero, en particular, desde las cátedras de derecho penal se criticó la inclusión de este delito dado que ya habían figuras penales que preveían las situaciones incluidas por la nueva norma, entre ellos el artículo 28 y el 173 vigente del Código Penal. Otra crítica desde la academia fue la de que se podría dar un mensaje equívoco a las fuerzas policiales y con ello surgir casos de uso excesivo de la fuerza.

#### Ciberataque a la Dirección Nacional de Identificación Civil y filtración de datos personales
A mediados de julio de 2022 se dio a conocer en la prensa a partir de un pedido de informes de una legisladora que a partir de agosto de 2020 hubo incidentes de ciberseguridad, por los cuales se hackeó un sistema informático de la Dirección Nacional de Identificación Civil y se filtró la información personal de pasaportes de aproximadamente 84.000 personas. La noticia del incidente se emitió en febrero de 2021 y la legisladora solicitó un informe en marzo de ese año, que recién fue respondido en junio de 2022. Entre los datos filtrados de los pasaportes se encuentran nombres y apellidos, fecha de emisión y vigencia, foto y firma, además de la rúbrica del funcionario que autorizó el documento. Hasta ahora no se conoce la identidad de los autores ni el alcance completo del ataque.
El Ministro del Interior Luis Heber se justificó del incidente aduciendo una mala herencia de los gobiernos del Frente Amplio, al decir que recibieron unas máquinas prehistóricas. Estas afirmaciones fueron criticadas y puestas en duda por el exdirector de la Dirección Nacional de Identificación Civil durante los gobiernos del Frente Amplio, Ruben Amato, que dijo que «hay que hacerse cargo de una vez» y pidió que se revisen las auditorías en seguridad realizadas y el informe del Banco Interamericano de Desarrollo sobre seguridad realizados antes del inicio de emisión de los nuevos pasaportes. El ex director general del Ministerio del Interior Federico Laca por su parte cuestionó los dichos de Heber y aseguró que en el período anterior se hizo la mayor inversión en la historia en tecnología dentro del Ministerio del Interior, incluyendo el nuevo centro de procesamiento de datos donde se encuentra la infraestructura para la firma digital de pasaportes y documentos de identidad.
Para hacer frente a esta crisis, el ministro Heber anunció la apertura de una licitación para comprar equipamiento nuevo y adquirir un software que brinde un nivel de seguridad de forma que no se pueda vulnerar tan fácilmente a la DNIC. Con estas inversiones, las autoridades pretenden contar con lo más nuevo para defenderse de la delincuencia cibernética.

### Trabajo y seguridad social
A partir del 9 de julio con la Ley de Urgente Consideración estableció en su artículo 392 la regulación de las ocupaciones, en donde como respuesta a las observaciones realizadas a Uruguay por la Organización Internacional del Trabajo desde 2010 a partir de las quejas presentadas por los gremios empresariales por las ocupaciones de los edificios de las empresas, que consiste en varios puntos: la huelga se considera lícita si se ejerce de modo pacífico, si se respeta la voluntad de concurrir a trabajar de los no huelguistas y si se permite a los empleadores el ingreso al local de la empresa, en donde el Estado actúa como «garante».
El decreto reglamentario n.° 281/020 extendió esta norma, al prever la posibilidad de pedir el desalojo al Ministerio de Trabajo y Seguridad Social (MTSS) cuando los trabajadores de un organismo público o una empresa privada ocupen un lugar de trabajo. El MTSS puede llamar a conciliación para resolver la controversia sin perjuicio de que al mismo tiempo puede intimar a la desocupación con la posibilidad de usar la fuerza pública a través del Ministerio del Interior (MI), y dejó sin efecto los decretos n.° 165/006 y 354/010 promulgados durante el período frenteamplista que disponían que las ocupaciones eran una extensión del derecho de huelga.
Otras disposiciones de la LUC relacionadas son el artículo 468 que declara ilegítimos los piquetes en lugares públicos o privados que impidan la libre circulación de personas, bienes o servicios y el 469 que encarga al MI  desarticular aquellos piquetes.

### Vivienda
La Ley de Urgente Consideración añadió un nuevo sistema de alquiler de inmuebles que, en caso de estar destinado para su habitación, permite bajo esta modalidad realizar un arrendamiento sin necesidad de constituir garantía a favor del arrendador si ambas partes pactan por escrito ampararse bajo este sistema, pero al mismo tiempo, este régimen tiene plazos de desalojo más reducidos comparado con los otros sistemas, que en el caso de buenos pagadores es de 30 días y no un año, y para los malos pagadores son 6 días en vez de 20 días. El fundamento de este sistema, según el oficialismo, fue para ofrecer más posibilidades de alquiler de vivienda a quienes no tienen posibilidades de constituir garantía y alentar a los propietarios a alquilar sin garantía al ver los plazos reducidos de desalojo. Políticos como Tabaré Hackenbruch y Ope Pasquet señalaron que este sistema es ideal para los inmigrantes o para jóvenes que se quieren independizar.
Entre sus detractores, el abogado Juan Ceretta criticó el nuevo régimen de alquileres porque se parte del presupuesto de que el arrendador y el futuro inquilino están en condiciones de igualdad, en una concepción de retroceso. También porque regresa a una concepción en donde se da predominio a la propiedad como derecho tutelado por encima del derecho a la vivienda y de esta forma no ofrecería la estabilidad necesaria para el goce de este último derecho. Ramón Fratti, integrante de la Federación Uruguaya de Cooperativas de Vivienda por Ayuda Mutua, señaló que esta nueva modalidad es «todo en contra de la parte débil y todo a favor del dueño de la vivienda», y además criticó la multa de 60% sobre la deuda para clausurar un juicio por desalojo por incurrir en mora si el inquilino se atrasa en el pago por tres días hábiles, que un inquilino al que no le paguen a tiempo su salario podría sufrir. Estas críticas a su vez fueron respondidas desde el oficialismo, por el senador por el Partido Nacional Gustavo Penadés al decir que no hay un caso donde inicie un mecanismo de desalojo automático por el atraso en un mes por causa de terceros, ya que este mecanismo permite una vía de comunicación entre propietario e inquilino para explicarle al propietario de la situación.

## Política exterior
El gobierno de Lacalle Pou anunció el retiro de Uruguay de la Unión de Naciones Suramericanas (UNASUR), argumentando que se trata de una «organización que devino en una alianza política ideológica contraria a los objetivos de vinculación del país». Asimismo, se informó que el país regresaría al Tratado Interamericano de Asistencia Recíproca (TIAR) y que el gobierno apoyaría a Luis Almagro en la reelección al cargo de Presidente de la Organización de los Estados Americanos (OEA).
El 2 de julio de 2020 el gobierno de Paraguay, mediante su presidente Mario Abdo Benítez, entregó al presidente Lacalle Pou la presidencia del Mercosur. Durante su discurso sostuvo: «El Mercosur tiene el deber de terminar lo que ha empezado [...] Tenemos que firmar el acuerdo comercial con la Unión Europea».
El 12 de septiembre, Uruguay votó a favor de la candidatura de Mauricio Claver-Carone a la presidencia del Banco Interamericano de Desarrollo propuesta por Estados Unidos.

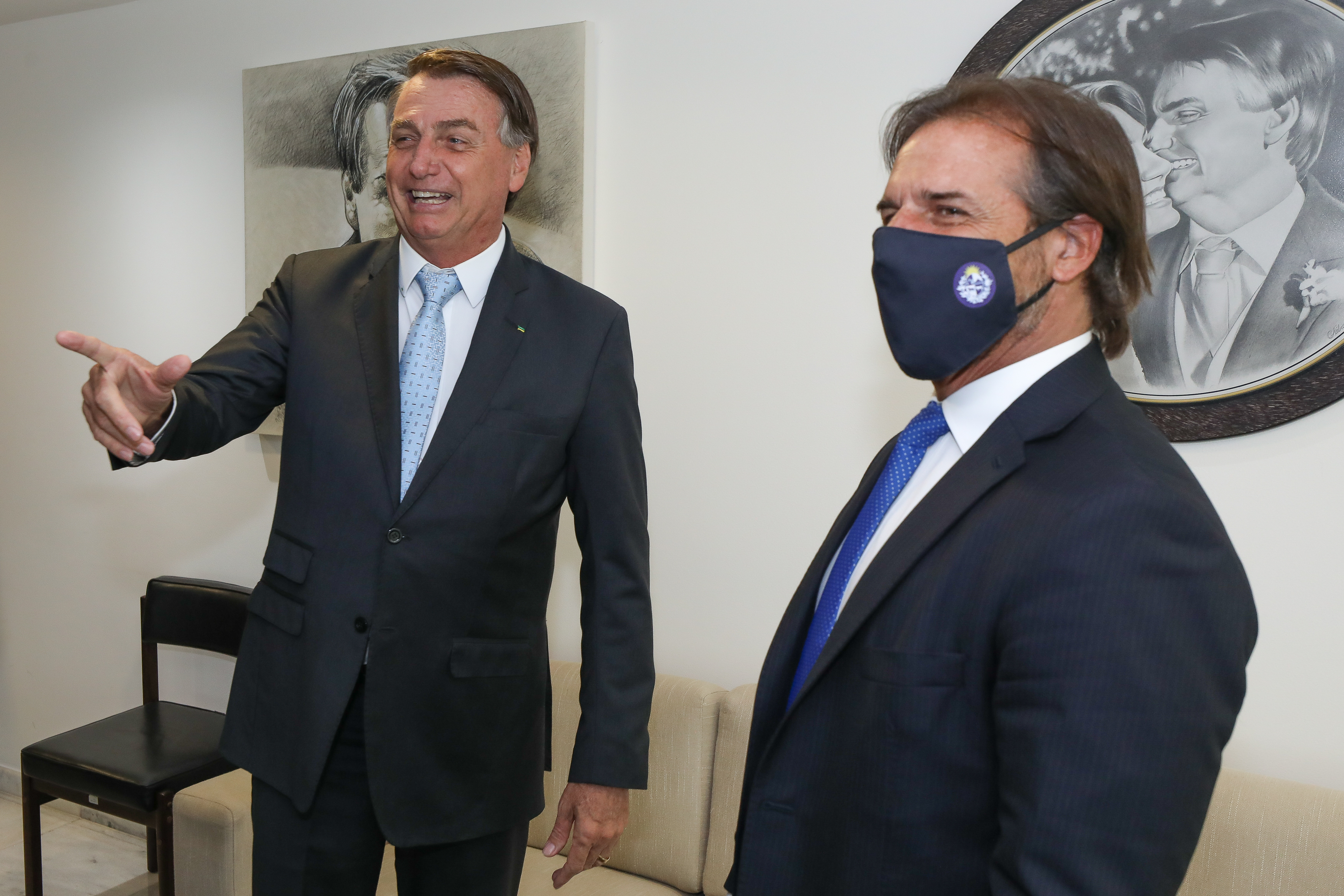
Luis Lacalle Pou junto al presidente brasileño Jair Bolsonaro, el 3 de febrero de 2021 en Brasilia (Brasil).

A inicios de febrero de 2022, el gobierno de Lacalle Pou, a través del Ministerio de Relaciones Exteriores condenó los siete ensayos con misiles balísticos realizados por la República Popular Democrática de Corea durante el anterior mes de enero, argumentando que «constituyen una amenaza para la paz y seguridad regionales e internacionales, y una clara violación al Derecho Internacional». Asimismo, reiteró la postura uruguaya de «compromiso con el desarme».
El 23 de febrero de 2022, debido al incremente de las tensiones en el marco de la crisis ruso-ucraniana, el Ministerio de Relaciones Exteriores emitió un comunicado con el que el gobierno expresó «preocupación» tras el reconocimiento de dos regiones separatistas en Ucrania por parte de Rusia y el desplazamiento de efectivos militares rusos, argumentando que «ponen en riesgo la estabilidad regional». Además, expresó que el país considera que la Resolución 2202 del Consejo de Seguridad de Naciones Unidas «provee el camino» para la aplicación del Protocolo de Minsk, «conducentes a una solución pacífica y duradera del conflicto», y que la solución debe «respetar la soberanía, independencia e integridad territorial» de Ucrania. El 24 de febrero, tras la invasión rusa de Ucrania, Lacalle Pou rechazó las acciones contrarias al derecho internacional y los principios de la ONU, instando a las partes resolver el conflicto de manera civilizada; y declaró que «Uruguay es un país que siempre apuesta por la paz». En un comunicado oficial, el Ministerio de Relaciones Exteriores declaró que los principios de la Carta de las Naciones Unidas se vieron «notoriamente vulnerados» tras los ataques militares rusos, y anunció que cuatro uruguayos residentes en Ucrania fueron evacuados a la República de Chipre, además de que la cancillería estaba en «permanente seguimiento de la situación», prestando atención a la seguridad de los connacionales «a fin de brindarles la debida asistencia».
En diciembre de 2022 el país solicitó ingresar al Acuerdo Transpacífico de Cooperación Económica en Nueva Zelanda.

### Operación «Todos en casa»
Con el avance incesante del coronavirus en todo el mundo, muchos gobiernos dispusieron el cierre de fronteras y cese de operaciones de aeropuertos y cancelaciones de vuelos comerciales. Debido a que quedaron uruguayos varados en el exterior, el entonces canciller Ernesto Talvi dispuso la operación «Todos en casa» para el retorno de uruguayos en el exterior que no residan en el extranjero y que previeran volver al país pero no pudieron por estas restricciones y el retorno de extranjeros varados en Uruguay a sus países de origen. En el transcurso de esta operación regresaron al menos 3965 uruguayos varados en 67 países.

### Relaciones con Mercosur
En julio de 2021, el gobierno de Lacalle Pou informó a los países miembros del Mercado Común del Sur (MERCOSUR) que Uruguay iniciará negociaciones comerciales bilaterales fuera del bloque. El anuncio se produjo luego de que no existieran acuerdos para bajar aranceles y facilitar acuerdos con terceros durante una reunión de los cancilleres previa a la cumbre de jefes de Estado. El gobierno uruguayo presiona para flexibilizar las reglas del bloque comercial, encaminadas a modernizar el grupo, porque la negociación con terceros requiere la aprobación unánime de otros miembros, y a pesar de que los gobiernos de Brasil y Paraguay están a favor, el gobierno argentino se niega a hacerlo.

### Relaciones con la República Popular de China
El 7 de septiembre de 2021, en el marco de las tensiones dentro del Mercosur debido al pedido de las autoridades uruguayas de poder negociar acuerdos bilaterales por fuera del organismo, después de reunirse con representantes de todos los partidos políticos con representación parlamentaria, Lacalle Pou anunció en una conferencia de prensa que se habían iniciado las negociaciones formales para la realización de un estudio de prefactibilidad para la firma de un tratado de libre comercio con la República Popular China.
En ese mes se firmó un acuerdo de estudio conjunto de factibilidad con China para evaluar la posibilidad de un tratado de libre comercio (TLC) entre ambos países, que en julio de 2022 concluyó de forma positiva y dando inicio a las negociacioens formales para alcanzar un TLC.
El 9 de agosto de 2022 la Cámara de Senadores aprobó el acuerdo de cooperación en materia de defensa con China, firmado durante el período de gobierno anterior en septiembre de 2019, cuyo análisis se detuvo en junio de 2022 por legisladores oficialistas para pedir más información, luego de que este recibiera el visto bueno de la Comisión de Asuntos Internacionales del Senado. El acuerdo firmado, de duración indefinida, contiene disposiciones sobre el intercambio y cooperación en investigación y adquisición de bienes y servicios de defensa y apoyo logístico, cooperación en el área de operaciones internacionales de mantenimiento de la paz, mediante la realización de ejercicios y entrenamientos combinados. Asimismo, menciona la cooperación en ciencia, tecnología y equipamiento militar, asistencia en caso de desastres, lucha contra el terrorismo y otros asuntos de interés mutuo. Prevé como forma de cooperación las visitas oficiales de altas autoridades, intercambio estudiantil y de instructores entre institutos militares y la visita de barcos de guerra.
Sin embargo, a mediados de abril de 2023, luego de una visita del entonces canciller Bustillo a Pekín, el gobierno chino comunicó que no le interesaba un tratado de libre comercio con Uruguay, bajo el argumento de que no querían generar malestar en los países grandes del bloque del Mercosur, Argentina y Brasil, y que sólo negociarían un acuerdo con todo el Mercosur. Esto fue calificado por la oposición como un fracaso de la política exterior del gobierno. Lacalle Pou anteriormente ya había apuntado que las presiones de Argentina y Brasil para que Uruguay no firmara un acuerdo en solitario, aunque las calificó como «legítimas», estaban obstaculizando la realización de un TLC con China.
Debido al estado de las negociaciones, en noviembre de 2023 el primer mandatario decidió hacer una gira por China acompañado por una delegación de 45 empresarios y de los ministros Paganini y Arbeleche, con el objetivo de aumentar el vínculo comerciar y avanzar lo más posible en la realización de un TLC. Durante esta gira, tuvo un encuentro con Ren Hongbin, presidente del Consejo Chino para la Promoción del Comercio Internacional que reúne a empresarios de ese país, y prevé encontrarse con el presidente Xi Jimping.

### Relaciones con Israel
El 14 de septiembre de 2020, Uruguay votó en el Consejo Económico y Social de las Naciones Unidas a favor de una resolución que afirmaba que Israel estaba involucrado en «violaciones sistemáticas» de los derechos de los palestinos, lo que afectó negativamente a las mujeres y niñas palestinas. El entonces canciller Francisco Bustillo declaró que el voto de Uruguay contra Israel fue un «error circunstancial» y aseguró que su país se guiará por su política de larga data de apoyo al Estado de Israel. Asimismo, destituyó del cargo al director general de Asuntos Políticos de la Cancillería, Embajador Pablo Sader.
En mayo de 2021, durante el conflicto entre la Franja de Gaza e Israel de 2021, el gobierno uruguayo expresó su «profunda preocupación por los hechos de violencia» y alentó a israelíes y palestinos a poner freno y garantizar la seguridad de todos los lugares sagrados. También condenó los actos terroristas y el recrudecimiento de los ataques perpetrados desde Gaza contra territorio israelí.
En agosto de 2023, tras la visita del ministro de Exteriores israelí Eli Cohen a Montevideo, se anunció que Uruguay abriría una oficina diplomática en la disputada ciudad de Jerusalén, para cooperar «en el campo de la innovación». La relatora especial de las Naciones Unidas para los Territorios Palestinos, Francesca Albanese, así como la Embajada de Palestina en Uruguay, pidieron al gobierno uruguayo reconsiderar la decisión. La oficina, a cargo de la Agencia Nacional de Investigación e Innovación (ANII), fue inaugurada en diciembre de 2024. La misma se centra en la capacitación en innovación y emprendedurismo, el fomento de intercambios de expertos y becas, así como la promoción de proyectos colaborativos, conectando startups y centros de investigación para impulsar la transferencia tecnológica.
Tras la realización de la Operación Inundación de Al-Aqsa por parte de militantes islamistas palestinos y el inicio de guerra entre Israel y Gaza el 7 de octubre de 2023, el presidente Lacalle Pou condenó los ataques de Hamás y llamó a un «cese inmediato de la violencia contra el pueblo israelí». En el marco de la Asamblea General de las Naciones Unidas, Uruguay se abstuvo en la votación de las resoluciones ES-10/21 y ES-10/22, que llamada a un "alto al fuego" inmediato. El canciller Omar Paganini argumentó que la decisión del gobierno uruguayo estuvo motivada por la falta de equilibrio de la declaración, por lo que se había votado por la enmienda.
El 10 de mayo de 2024, Uruguay votó a favor de la incorporación de Palestina como miembro pleno de las Naciones Unidas.

### Relaciones con Venezuela
Tras resultar electo presidente de Uruguay, Lacalle Pou anunció que no invitaría a los mandatarios de Venezuela, Cuba o Nicaragua a su ceremonia de asunción, argumentando que se trataba de gobiernos dictatoriales. Respecto de la crisis presidencial venezolana, reiteró su apoyo a Juan Guaidó, y condenó a Nicolás Maduro, calificándolo de «dictador».
A lo largo de su presidencia, Lacalle Pou condenó a Maduro y su gobierno en diferentes instancias internacionales, como en las cumbres de la Comunidad de Estados Latinoamericanos y Caribeños y la Asamblea General de la Organización de las Naciones Unidas. Como consecuencia, recibió insultos por parte de dirigentes y altos mandos del chavismo. Tras las elecciones parlamentarias de 2020, el gobierno uruguayo apoyó una resolución de la Organización de los Estados Americanos que denunciaba fraude, y el Ministerio de Relaciones Exteriores emitió un comunicado que expresaba que el país «no reconocía la legitimadad de la Asamblea Nacional instalada en Venezuela».
En noviembre de 2022, el gobierno uruguayo nombró a Eber da Rosa Vázquez como embajador en Venezuela, después de más de ocho años en los que la misión estuvo encabezada por un encargado de negocios. En relación a los motivos, Lacalle Pou alegó que el vínculo de la embajada es con el «pueblo venezolano» y no con un gobierno, y agregó que el nombramiento no cambiaba la posición de su gobierno sobre que Maduro lideraba una dictadura.
Tras las elecciones presidenciales venezolanas de 2024, el presidente Lacalle Pou cuestionó el resultado y alegó que el proceso estuvo «viciado». Por su parte, la Cámara de Senadores, con los votos de la coalición oficialista, aprobó una declaración que acusa al régimen de Maduro de fraude electoral. Días más tarde, el gobierno uruguayo reconoció a Edmundo González como ganador de los comicios y presidente electo de Venezuela, y Lacalle mantuvo una reunión con la líder opositora María Corina Machado. A finales de julio, el gobierno de Nicolás Maduro expulsó al personal diplomático uruguayo de Venezuela.
A mediados de noviembre de 2024, la relación entre ambos países se tensionó debido a la falta de respuesta de las autoridades venezolanas tras la desaparición de un ciudadano uruguayo a su llegada a Venezuela sesenta días antes. El ministro de Exteriores de Uruguay, Omar Paganini informó que el hombre había ingresado a ese país en octubre y que había sido detenido e incomunicado desde entonces. Asimismo, declaró que se había hecho diferentes consultas a las autoridades venezolanas, sin recibir información sobre su estado, y que una funcionaria administrativa de la embajada había sido expulsada. Debido a esto, la Cancillería emitió una alerta, recomendando a los uruguayos evitar o posponer viajes a Venezuela «porque la realidad actual venezolana está caracterizada por impedimentos a la libre circulación de las personas».
El 4 de enero de 2025, Lacalle Pou recibió a Edmundo González en la Residencia presidencial de Suárez y Reyes y le ratificó el reconocimiento de su elección como presidente de Venezuela. Días más tarde, el 10 de enero, el gobierno uruguayó condenó la tercera toma de posesión de Nicolás Maduro, expresando que se trataba de «un día sombrío para América Latina».

## Controversias

### Acusaciones de corrupción en el Ministerio de Turismo
El entonces ministro de Turismo Germán Cardoso se vio envuelto en una polémica a mediados de 2021 durante su gestión por cesar al director nacional de turismo Martín Pérez Banchero por —según Pérez Banchero— negarse a firmar expedientes para realizar compras de publicidad de forma directa en forma irregular, además de afirmar que se utilizaba la compra directa por excepción como regla en vez de la vía principal de la licitación pública.
Posteriormente se reveló que bajo la administración Cardoso el Ministerio de Turismo contrató los servicios de una empresa de Estonia, Kirma Services, de publicidad por internet en la suma de US$280 000, que el Tribunal de Cuentras observó por adjudicarse a una empresa desconocida, que no estaba inscripta en el Registro Único de Proveedores del Estado como la normativa requiere, aparte de que los clientes con los que la empresa aseguraba haber trabajado dijeron no conocer la empresa. Como consecuencia de este escándalo, Germán Cardoso renunció de su cargo de ministro y se abrió una investigación parlamentaria y hubo denuncias ante la justicia.
En agosto de 2022, durante una audiencia ante la fiscalía encargada del caso, se reveló que Daniel Reta, exasesor del exministro Germán Cardoso, aprobó a mediados de junio de 2021 la renovación de un contrato de publicidad del Ministerio con la empresa Netcom, a pesar de que no tenía potestad para hacerlo por no ser ordenador de gastos. Anteriormente Cardoso había afirmado que las facturas que había elaborado Reta no significaron en ningún caso procesos de adjudicación ni de compra directa por no estar habilitado para ello, sin embargo, luego de interrogatorios por el fiscal de delitros económicos y complejos, se supo que sí autorizó esa renovación pese a no estar habilitado, extremo asegurado asimismo por el director ejecutivo de la empresa Wavemaker, subsidiaria de Young & Rubicam, quien presentó una grabación del involucrado donde este aprobaba la compra. Cuando fue interrogado por la fiscal adjunta respecto a si él fue quien había autorizado a Reta, el exministro dijo que no se acordaba.
El 5 de diciembre de 2022, el fiscal de Delitos Económicos y Complejos, Gilberto Rodríguez archivó la denuncia contra Cardoso por no existir elementos que constituyan un delito penal. La Fiscalía sostuvo que si bien en ciertos expedientes existieron omisiones del Texto Ordenado de Contabilidad y Administración Financiera (TOCAF), se trataron de irregularidades administrativas, razón por la cual no ameritan reproche penal.

### Denuncia de irregularidades en licitación por el Puerto de Montevideo
El 2 de marzo de 2021 el presidente Luis Lacalle Pou anunció ante el parlamento que había llegado a un acuerdo con la empresa Katoen Natie, socia principal de Terminal Cuenca del Plata para evitar un arbitraje internacional de inversiones, expresando además que en dicho acuerdo se había convenido una inversión de 400 millones de dólares en el Puerto de Montevideo, ampliando la superficie de dicha terminal de contenedores. Al tiempo, la oposición y varios académicos como Edison González Lapeyre (expresidente de la Administración Nacional de Puertos durante el gobierno de Jorge Batlle), denunciaron que el acuerdo era ilegal, inconstitucional e inconveniente y comenzaron a solicitar información al Poder Ejecutivo de Uruguay a los efectos de poder contar con la mayor cantidad de insumos sobre el asunto.
Según la oposición nucleada en el Frente Amplio, el acuerdo que le da a la empresa Terminal Cuenca del Plata la preferencia en la carga y descarga de contenedores en el Puerto de Montevideo genera un monopolio inconstitucional, ya que la Constitución de Uruguay establece según su artículo 85 numeral 17.º que es la Asamblea General a través de una ley la que puede «Conceder monopolios, requiriéndose para ello dos tercios de votos del total de componentes de cada Cámara. Para instituirlos en favor del Estado o de los Gobiernos Departamentales, se requerirá la mayoría absoluta de votos del total de componentes de cada Cámara».
A fines de noviembre de 2022, el fiscal de Delitos Económicos y Complejos, Gilberto Rodríguez archivó la causa, alegando que en el acuerdo no hubo delito, al no haber existido intención de beneficiar a particulares, y que en una investigación penal no se analizan "cuestiones de mérito o conveniencia u oportunidad" sino los "perjuicios de carácter antijurídico". El 7 de febrero de 2023, la causa fue reabierta tras una denuncia de algunos senadores del Frente Amplio. Finalmente, el 29 de noviembre de 2023, la fiscal Silvia Porteiro –a la que había sido asignado el caso– archivó por segunda vez la causa, debido a que no se encontraron elementos suficientes para atribuir delitos en la concesión del puerto a la empresa Katoen Natie.

### Caso Marset
El 10 de mayo de 2022 el fiscal paraguayo contra el crimen organizado, narcotráfico, lavado de dinero y finianciamiento del terrorismo Marcelo Pecci fue asesinado por varios disparos de arma de fuego mientras estaba en su luna de miel en una playa de Barú, Colombia, por sicarios que arribaron en motos de agua. El 9 de agosto el narcotraficante uruguayo Sebastián Marset, asociado con el Primer Cartel Uruguayo y con una organización criminal de Paraguay desarticulada en febrero de 2022, fue señalado como acusado de ordenar el asesinato del fiscal Pecci. El escándalo se instaló en la agenda pública cuando salió a la luz que la cancillería uruguaya le otorgó un pasaporte a Marset que le permitió salir de Dubái —en donde estaba detenido e impedido de salir por llevar un pasaporte paraguayo falso—. En marzo de 2022 una autoridad del ministerio del interior se justificó diciendo que en la época cuando se le entregó el pasaporte, no había vigente un requisito de revisar los antecedetes penales internacionales del requirente, según el funcionario, por haber sido derogado por un decreto de 2014. Esto le permitió obtener el pasaporte al narco uruguayo, que le fue tramitado y entregado por el abogado Alejandro Balbi. Para Marset el pasaporte uruguayo significó una vía rápida y fácil para salir de Emiratos Árabes Unidos y fugarse antes de que llegara una requisitoria internacional. Para evitar ser deportado, contactó al abogado Balbi para hacer las tramitaciones necesarias, y cuando en el Ministerio del Interior le dijeron que no tenía causas criminales pendientes desde noviembre de 2020 ni requisitorias, estaba legalmente habilitado para recibir el pasaporte. Sin embargo, no advirtieron que la Brigada Antidrogas estaba cooperando en una investigación internacional en la que Marset era uno de los investigados.
Este incidente fue criticado por dirigentes del Frente Amplio, entre quienes el senador Daniel Caggiani lo calificó como un «escándalo» que en cualquier otro país llevaría a la renuncia de las autoridades pertinentes. Además, anunció que se interpelaría a los ministros del Interior y de Relaciones Exteriores, Luis Heber y Francisco Bustillo. La interpelación quedó programada para el lunes 22 de agosto y será dirigida por el senador frenteamplista Mario Bergara.
El 2 de septiembre de 2024, el fiscal Alejandro Machado archivó la causa que indagaba las presuntas irregularidades en la entrega del pasaporte, porque de los hechos no surgieron "conductas merecedoras de reproche penal". En el dictamen de la Fiscalía de Delitos Económicos y Complejos se señaló que, de acuerdo a la normativa vigente en ese entonces, Marset tenía derecho a la tramitación y expedición de un pasaporte por cumplir con los requisitos establecidos.

### Caso del jefe de custodia del Presidente («Caso Astesiano»)
El 26 de septiembre de 2022 detuvieron por orden de Fiscalía a Alejandro Astesiano, jefe de la custodia del presidente Lacalle Pou, por la presunta falsificación de documentos para la expedición de pasaportes a ciudadanos rusos. Esta persona presentaba, previo a ocupar el cargo, más de veinte indagatorias por diversos delitos, entre ellos hurto, estafa y apropiación indebida. También contaba con un antecedente penal por estafa por el que fue procesado con prisión. Debido a esta detención el presidente Lacalle Pou brindó esa misma tarde una conferencia de prensa en Torre Ejecutiva, en donde expresó estar «tan sorprendido» como la ciudadanía. Expresó también que en los últimos cinco días estaba en el exterior con sus hijos y acompañado por Astesiano, y que cuando regresó a Uruguay en el Aeropuerto de Carrasco se le informó de lo que ocurría con el acusado. En el mismo Aeropuerto de Carrasco Astesiano fue informado que el director de Información e Inteligencia Policial Claudio Correa da Silva lo esperaba en la residencia presidencial de Suárez y Reyes, y que allí le comunicó que estaba requerido por la red criminal y en el despacho fue detenido.
De la investigación se presume que el jefe de custodia presidencial estaría involucrado en una red de falsificación de documentos para que ciudadanos rusos accedieran a documentación uruguaya. Además de Astesiano, fueron formalizadas otras tres personas, dos ciudadanos rusos, Alexey Slivaev parte de la organización y Roman Popov por querer tramitar una cédula uruguaya con documentos falsos de la organización, y un escribano uruguayo, imputándoseles delitos de asociación para delinquir y suposición de estado civil, según comunicó la fiscal Gabriela Fosati. Un paso clave en el avaance del caso que venía siendo investigado desde 2019 fue cuando, en 2021 y desde México, se le informó a la Dirección Nacional de Investigación Civil. La operativa de la red criminal comenzó a sospecharse cuando desde 2019 comenzó a haber un número inusual de solicitudes de ciudadanos rusos con partidas de nacimiento que decían tener padres uruguayos, lo que por la normativa los convertiría en ciudadanos naturales y podrían recibir pasaporte uruguayo. Así, la red criminal falsificaba estas partidas de nacimiento inventando parentescos con ciudadanos uruguayos, mediante datos de la DNIC al que tuvieron acceso mediante una computadora con entrada a la base de datos, para que rusos pudieran obtener aquel beneficio, servicio por el que cobraban $50.000.
El 27 de septiembre se supo que Astesiano incluso realizaba su operativa ilegal en su oficina del cuarto piso de Torre Ejecutiva, según se supo de audios incautados, en donde se reunía con el escribano Álvaro Fernández y el ciudadano ruso Alexey Slivaev. Este mismo día, el presidente rescindió el contrato que mantenía con Astesiano desde el 12 de marzo de 2020. Slivaev, que vivía en Montevideo, tiene un grupo de Facebook con alrededor de 8000 rusos y denominado «Todo sobre inmigración a Uruguay» de donde reclutaba a las personas que querían conseguir la documentación. En Fiscalía se sospecha que los documentos se usaban para ingresar a Europa y que quienes los pedían podrían vincularse con organizaciones delictivas.
Astesiano, imputado por los delitos de asociación para delinquir, tráfico de influencias y suposición de estado civil, luego de que la fiscal pidiera la prisión preventiva por 30 días y el juez la concediera, pidió concidiciones especiales de encarcelamiento presuntamente para no estar junto con dos delincuentes en prisión preventiva por robarle una motocicleta a su hijo, hecho durante el cual Astesiano lo asistió y participó en un tiroteo.
El 28 de septiembre, debido al escándalo, Presidencia exigió el legajo de todos los funcionarios de seguridad presidencial.
En uno de los procesos en curso ante el Juzgado Letrado en lo Penal de 38° Turno, la Fiscalía pidió en audiencia del 23 de septiembre la formalización del ciudadano ruso R. K. que fue detenido el 21, junto con una joven rusa de 20 años que oficiaba de traductora, en la DNIC con una partida de nacimiento uruguaya con falsificaciones burdas por los delitos de suposición de documento público y uso de certificado falso. El juez procedió y dictó medidas cautelares de prohibición de salida del país, retención de documentación de viaje y fijar domicilio. Con la documentación falsa pretendía ampararse a la ley de ciudadanía de nietos uruguayos. La partida apócrifa a simple vista presentaba diferencias en la tinta y en el formato, además que el código QR no dirigía a ningún lado.
Luego de recuperados los contenidos del teléfono móvil de Astesiano, de la pericia surgieron conversaciones de Telegram entre él y el escribano Álvaro Fernández, de los que surgió que Astesiano ofrecía autos oficiales para ir a buscar a los ciudadanos rusos que buscaban obtener los pasaportes falsos. También recibía amenazas de «ser visitado» por las personas involucradas por las demoras en la gestión de la documentación apócrifa. Por una de las respuestas de Astesiano se cree que se gestionaba también pasaportes diplomáticos falsos.
A fines de noviembre de 2022, de la investigación de las conversaciones de Whatsapp de Astesiano se divulgó la que mantenía este con algunos oficiales militares retirados, dueños o parte de una empresa de seguridad que opera desde Estados Unidos en la cual le solicitaron el armado de fichas con información personal de seguimiento de los legisladores frenteamplistas Mario Bergara y Charles Carrera, por la presentación de una denuncia que los legisladores hicieron por la concesión del puerto de Montevideo a la empresa Katoen Natie. En los mensajes, uno de estos exoficiales dijo que «[l]os quieren atar para que retiren la denuncia» y «[n]ecesito todos los datos personales y vinculaciones que me puedas conseguir» refiriéndose a aquellos legisladores. También habían conversaciones sobre la licitación para la compra de dos patrulleros oceánicos para la Armada Nacional, en donde un representante de esta empresa hacía pedidos a Astesiano vinculados con uno de sus clientes, Hyundai Heavy Industries, para ampliar plazos de los pliegos de licitación, entre otros. A causa de este presunto armado de fichas para la empresa Vertical Skies con el propósito de extorsionar a los legisladores para que no llevaran a la justicia el caso de la concesión del puerto de Montevideo a la empresa Katoen Natie, Charles Carrera y Mario Bergara presentaron su denuncia ante el Fiscal de Corte Juan Gómez Duarte.

### Corrupción en la Comisión Técnica Mixta de Salto Grande
El 7 de septiembre de 2023, el referente del Partido Nacional Carlos Albisu presentó su renuncia la Comisión Técnica Mixta (CTM) de la Represa de Salto Grande, luego de que se conocieran que la CTM había solicitado partidas presupuestarias extraordinarias para la contratación directa de funcionarios, en su mayoría personas pertenecientes al Partido Nacional. Por el caso, fueron interrogados en el Parlamento la ministra de Economía y Finanzas Azucena Arbeleche y el canciller Francisco Bustillo.

## Encuestas de opinión
Según una encuesta de Equipos Consultores lanzada el 31 de marzo de 2020, en su primer mes de mandato el 65% de la población uruguaya aprobaba la gestión del gobierno, un 20% la desaprobaba, mientras que el 15% tenía opiniones intermedias o no respondió. Por consiguiente, Lacalle Pou se convirtió en el primer presidente no frenteamplista con la aprobación más alta en el primer mes de la administración.
En sus primeros 100 días en el cargo, Lacalle Pou registraba una aprobación de 62% de la ciudadanía, una desaprobación del 17% y una opinión intermedia del 18%, en una encuesta de Equipos Consultores. En septiembre de 2020, de acuerdo a una encuesta de opinión internacional realizada por Ipsos, la administración Lacalle contaba con una aprobación del 73% de la población, la más alta de América Latina.
En agosto de 2022, según la encuesta de opinión de la empresa CIFRA, el 48% de la población aprobaba la gestión del gobierno de Lacalle Pou frente al 38% que la desaprobaba y un 14% neutral. Dentro de los votantes de la Coalición, la aprobación alcanzó el 70% y la desaprobación el 15%, mientras que dentro de los votantes del Frente Amplio, la aprobación era del 22% y la desaprobación del 65%. En Montevideo la aprobación ascendía a un 41% mientras que en el interior del país al 54%. Desde las encuestas de 2020 la aprobación ha ido en descenso desde un 63%, pero la desaprobación que iba en aumento en esta encuesta se estabilizó con respecto a mayo de 2022.